# Saint-Louis (Missouri)
Pour les articles homonymes, voir Saint-Louis.
Saint-Louis (en anglais : St. Louis, /seɪntˈlu.ɪs/) est une ville indépendante du Missouri, deuxième plus grande ville de cet État américain du Midwest (après Kansas City), et un important port sur le fleuve Mississippi. Elle est située à la limite orientale de l'État, à 418 km au sud-sud-ouest de Chicago (Illinois).
Selon le recensement officiel de 2020, la ville de Saint-Louis comptait 301 578 habitants. Le Grand Saint-Louis est la plus grande zone urbaine du Missouri et la 21e des États-Unis, avec 2 809 299 habitants. Elle s'étend sur l'État voisin de l'Illinois, de l'autre côté du fleuve Mississippi.
La ville est fondée en 1764, juste au sud du confluent du Missouri et du Mississippi, par le commerçant franco-louisianais René-Auguste Chouteau et les colons français Gilbert-Antoine de Saint Maxent (originaire de Lorraine) et Pierre Laclède (originaire du Béarn). Elle est nommée d'après le roi de France Louis IX, dit Saint-Louis. Devenue ville indépendante en 1877 et surnommée en anglais la « Gateway to the West » (« La porte vers l'Ouest ») pour son rôle dans l'expansion vers l'ouest des États-Unis, Saint-Louis abrite depuis 1965 une construction faisant partie du parc national de Gateway Arch, la Gateway Arch, une arche recouverte d'acier inoxydable, devenue l'emblème de la ville.
Au XIXe siècle, une immigration soutenue provenant notamment d'Italie, d'Allemagne, de Tchéquie et d'Irlande peupla Saint-Louis. Beaucoup d'Afro-Américains s'installèrent ensuite dans le nord de la ville durant la Grande Migration entre les années 1910 et 1930.
Quatrième plus grande ville des États-Unis en 1900, Saint-Louis accueillit l'Exposition universelle de 1904 et les Jeux olympiques la même année. Elle a, depuis, vu sa population tomber à la 59e place.

## Histoire

### Période coloniale (XVIIe–XVIIIesiècles)

#### Pays des Illinois
Au XVIIe siècle, la région de Saint-Louis est explorée par les Français. En 1673, Louis Jolliet et Jacques Marquette commencent l'exploration du fleuve Mississippi ; quelques années plus tard, c'est Cavelier de la Salle qui descend le cours d'eau jusqu'à son embouchure. Ce dernier prend possession de la vallée en la baptisant « Louisiane », en l'honneur de Louis XIV. La région septentrionale de la Louisiane est aussi appelée Haute-Louisiane ou encore Pays des Illinois. Un établissement français est fondé en 1699 non loin du site de Cahokia. Les Français construisent un ensemble de forts (Fort de Chartres, Kaskaskia, Prairie du Rocher). Des prêtres catholiques établissent une mission à proximité du site actuel de Saint-Louis, en 1703.

#### Période coloniale française
La ville est officiellement fondée par les marchands français Gilbert-Antoine de Saint Maxent et son associé, Pierre Laclède — ou Pierre Laclède Liguest — accompagné de son jeune assistant et beau-fils néo-orléanais Auguste Chouteau le 15 février 1764. En 1765, Saint-Louis devient la capitale de la Haute-Louisiane. Entre 1766 et 1768, elle est administrée par le lieutenant-gouverneur français Louis Saint-Ange de Bellerive. Après la guerre de Sept Ans, la ville comme le futur État du Missouri devinrent un territoire de l'Empire espagnol (traité de Fontainebleau).

#### Période coloniale espagnole
Après 1768, la ville de Saint-Louis fait donc partie de la Louisiane espagnole. Le gouverneur Francisco Luis Hector de Carondelet créa un corps de commerce constitué de négociants de fourrures et de trappeurs. Ceux-ci avaient le monopole de la traite des fourrures et de la pelleterie la mission exclusive d'explorer les contrées situées au-delà de la nation des Poncas, aux confins du territoire louisianais (futurs États du Nebraska et de l'Iowa) vers les sources du Missouri, et d'entrer en contact avec des tribus amérindiennes non encore visitées par les explorateurs et les coureurs des bois. Cette compagnie commerciale fut dénommée officiellement Compagnie commerciale pour la découverte des Nations du Haut-Missouri par le pouvoir colonial espagnol. Dès l'année suivante, le commerce de la fourrure se développa. Jean-Baptiste Truteau, un Canadien français, fut ainsi le premier explorateur européen à arpenter le Haut-Missouri, territoire encore peu exploré. Sa mission commerciale, soutenue par les Espagnols, est signée par le lieutenant-gouverneur du pays des Illinois, Zénon Trudeau, commandant de la ville de Saint-Louis. Elle avait notamment pour but d'établir un poste de traite chez les Amérindiens de la Nation Mandans, d'arpenter le territoire jusqu'aux montagnes Rocheuses, et de contrer le négoce entre des négociants anglais de fourrure et des tribus amérindiennes.

#### Retour à la France

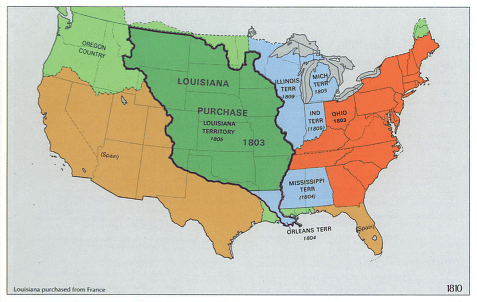
Territoire de Louisiane (Louisiana Territory), 1805-1812, Capitale Saint-Louis, devenant Territoire du Missouri.

En 1799, le gouverneur du pays des Illinois et commandant de la ville de Saint-Louis, Zénon Trudeau est remplacé par Don Carlos de Hault de Lassus. Il sera le dernier gouverneur du pays des Illinois et dernier commandant de la ville de Saint-Louis mais restera quand même en poste après la signature du traité de San Ildefonso, le 1er octobre 1800, qui restitue le territoire à la France. Il devra laisser sa place à la fin de l'année 1803 à l'administration américaine. En effet, le 18 janvier 1803, Napoléon Bonaparte, alors consul à vie, décide de ne pas garder cet immense territoire. La Louisiane est vendue aux jeunes États-Unis (vente de la Louisiane) le 30 avril 1803 contre la somme de 80 millions de francs (15 millions de dollars). La souveraineté américaine entre en vigueur le 20 décembre 1803.

### Expansion auXIXesiècle

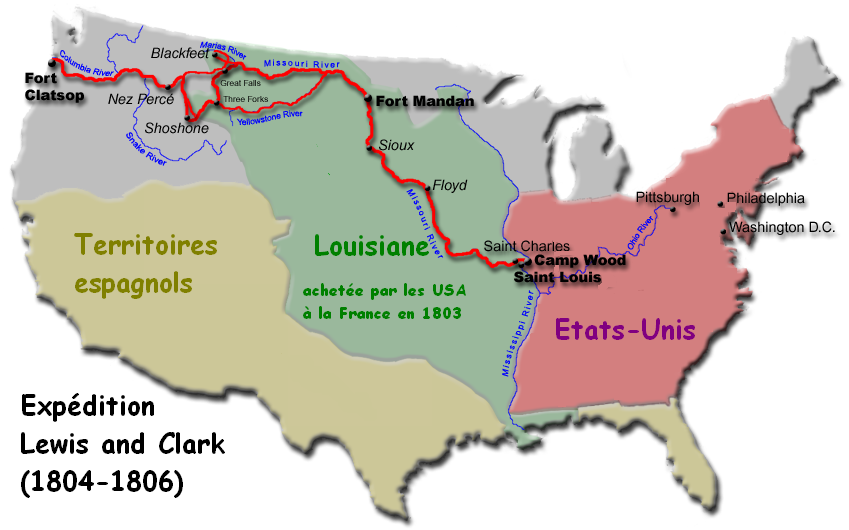
Route et zone géographique de l’expédition Lewis et Clark.

Saint-Louis fait partie des États-Unis depuis 1803 ; à cette époque, elle compte environ 1 000 habitants. C'est de là que part, en 1804, la célèbre expédition Lewis et Clark qui explorera l'Ouest américain jusqu'à la côte Pacifique. Les hommes sont de retour le 23 septembre 1806, après un long voyage qui initia par la suite la conquête de l'Ouest. Autour de 1815, la population est d'environ 2 000 à 2 500 habitants, toujours majoritairement francophones (d'origine française, acadienne et canadienne française).
La grande période des bateaux à vapeur s'ouvre en 1817 lorsque le Zebulon M. Pike arrive dans la ville. Saint-Louis devient le dernier port sur le Mississippi, qui est au milieu du XIXe siècle, le deuxième port des États-Unis derrière celui de New York. Le Missouri devient officiellement un État des États-Unis en 1820 et Saint-Louis en est la ville la plus peuplée.
C'est en empruntant un bateau à vapeur depuis La Nouvelle-Orléans que le marquis Gilbert du Motier de La Fayette visita Saint-Louis fin avril 1825, où il fut accueilli triomphalement dans le cadre de son grand tour des États-Unis (visite du marquis de La Fayette aux États-Unis). Il s'arrêta ensuite brièvement à Kaskakia, autre village autrefois français situé sur la rive gauche du Mississippi, en Illinois, un peu en aval de Saint-Louis.

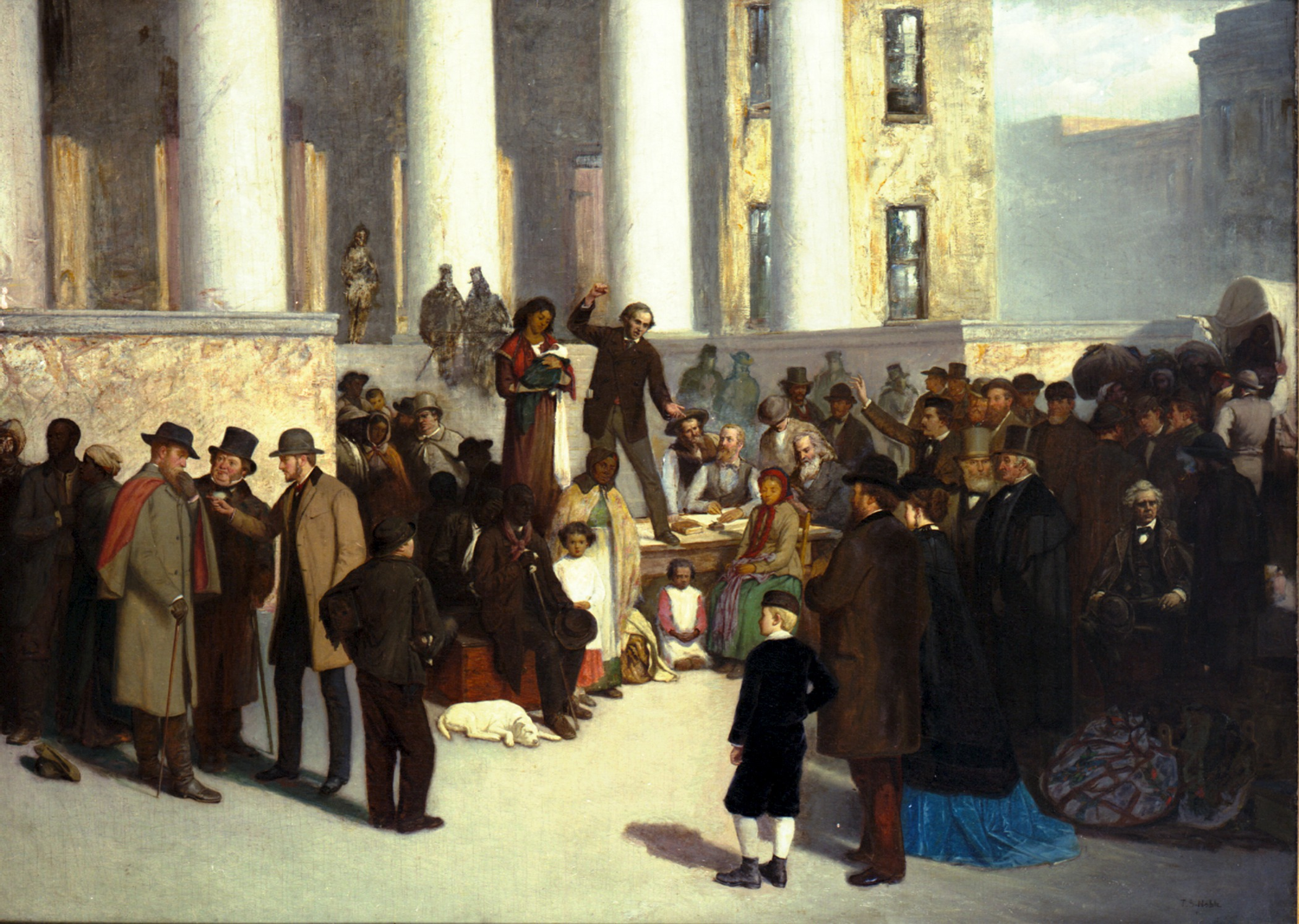
Vente d'esclaves noirs en 1861 à Saint-Louis, par Thomas Satterwhite Noble.

La population grandit rapidement au fil du XIXe siècle grâce à l'immigration de familles allemandes, italiennes et irlandaises. En 1850, avec ses 78 000 habitants, elle est la sixième ville des États-Unis, alors qu'elle n'était que 44e vingt ans plus tôt. Dix ans plus tard, la population a déjà doublé : on compte alors 160 000 habitants.
En 1849, une épidémie de choléra et un grand incendie frappent la cité. À la suite de ces deux catastrophes, les autorités municipales décident d'imposer un code de l'urbanisme et d'améliorer la gestion des eaux usées.
La guerre de Sécession (1861-1865) affecte l'économie du port, même si les arsenaux produisent des navires de guerre pour l'Union. Le 4 juillet 1876, la ville de Saint-Louis vote sa séparation avec le comté rural de Saint-Louis et devient une municipalité indépendante (independent city).

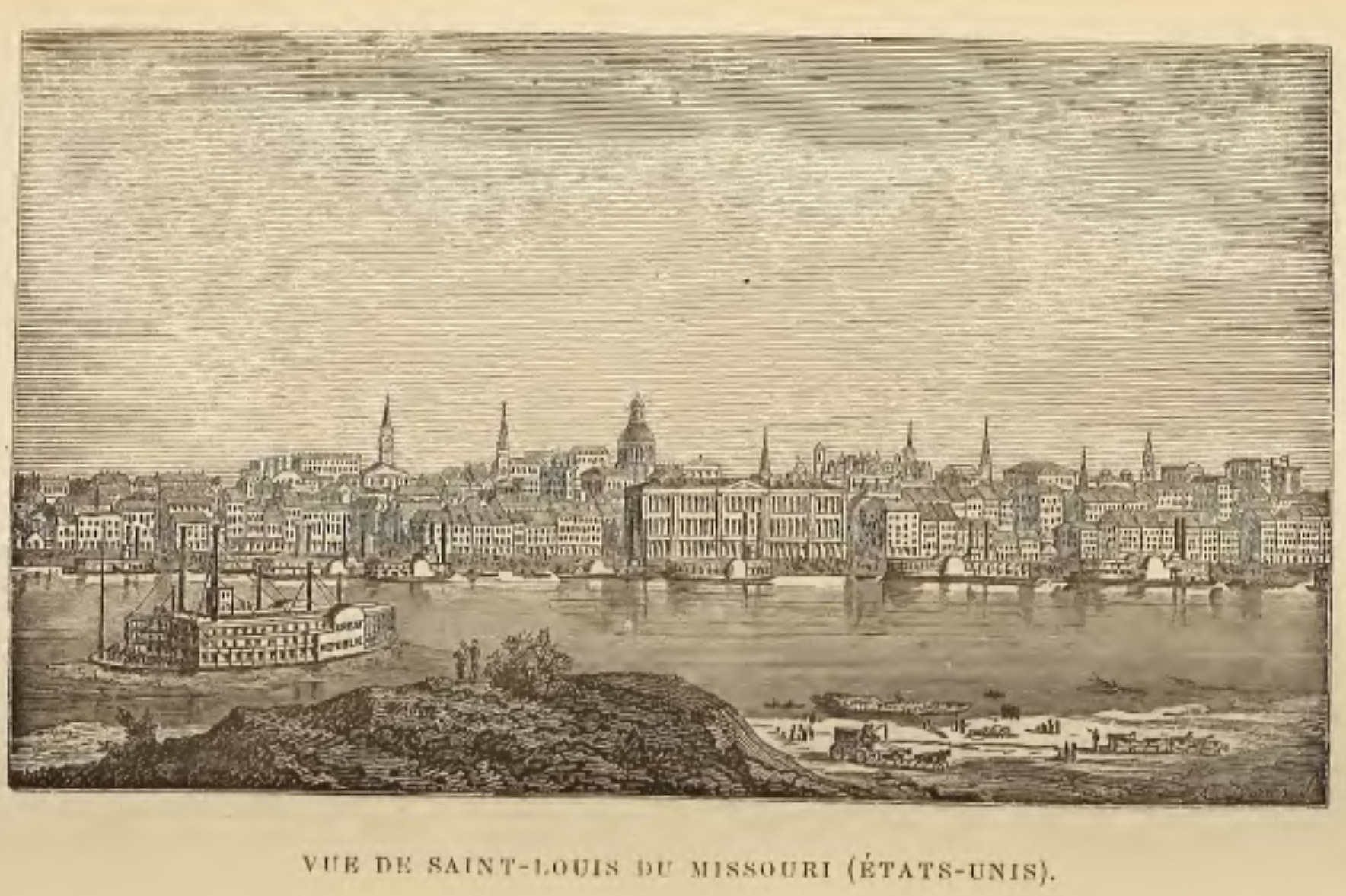
Vue de Saint-Louis du Missouri en 1873.

Pendant la deuxième moitié du XIXe siècle, Saint-Louis fournit à la nation une série d'hommes d'affaires et de célébrités (Sara Teasdale, T. S. Eliot, Tennessee Williams) qui font le renom de la ville ; plusieurs sociétés y sont fondées (la compagnie Ralston-Purina, Anheuser-Busch et la Brown Shoe Company). Avec Chicago et New York, Saint-Louis se dote des premiers gratte-ciel : le Wainwright Building, dessiné par l'architecte Louis Sullivan sort de terre en 1892. Nikola Tesla fait une démonstration publique de communication radio en 1893. La ville est frappée par une tornade en 1896 qui détruit plusieurs quartiers et provoque la mort de 255 personnes.

### XXesiècle

Une carte illustrée par Fred Graf, intitulé Saint-Louis en 1896.

D'après le recensement de 1900, Saint-Louis était alors la quatrième ville la plus peuplée des États-Unis, avec 575 238 habitants. En 1904, elle accueille une exposition universelle puis les IIIe jeux Olympiques de l'ère moderne. Pendant la Grande Dépression, les miséreux se regroupent dans le plus grand hooverville du pays qui comptait environ 1 000 personnes.
Saint-Louis connaît une industrialisation importante. La diffusion de l'automobile permet aux banlieues de s'étaler. Les classes moyennes commencent alors à fuir la commune, si bien qu'elle perd la moitié de sa population entre 1950 et 2000. Le projet d'urbanisme Pruitt-Igoe (1955-1972) est un échec.
Durant les années 1990, le député du Missouri Richard Gephardt dénonça la vaporisation d'agents radioactifs pendant les années 1960 aux fins d'une expérience secrète depuis le bâtiment des Chevaliers de Colomb.

### XXIesiècle
En 2016, c'est une ville qui tente de retrouver un certain dynamisme. Elle bénéficie d'une importante économie de services (Boeing Defense, Space & Security, Anheuser-Busch, Monsanto, McDonnell Douglas, Purina, etc.), abritant un orchestre symphonique de tout premier ordre, plusieurs équipes de sport professionnelles (Blues de Saint-Louis, Cardinals de Saint-Louis) et certains des meilleurs musiciens de jazz et de blues du pays (voir personnalités et sports).

## Géographie

### Paysage urbain

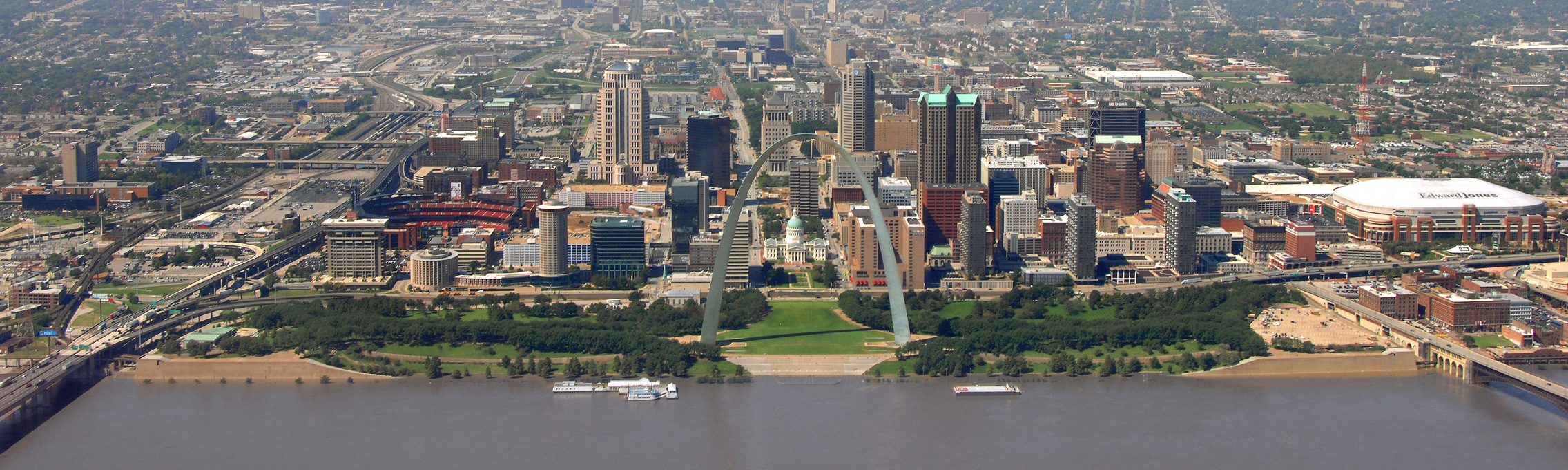
Au pied du Mississippi, panorama sur Saint-Louis depuis East Saint Louis en Illinois. La Gateway Arch et le parc national de Gateway Arch sont au premier plan, à droite The Dome at America's Center et à gauche le Busch Stadium.

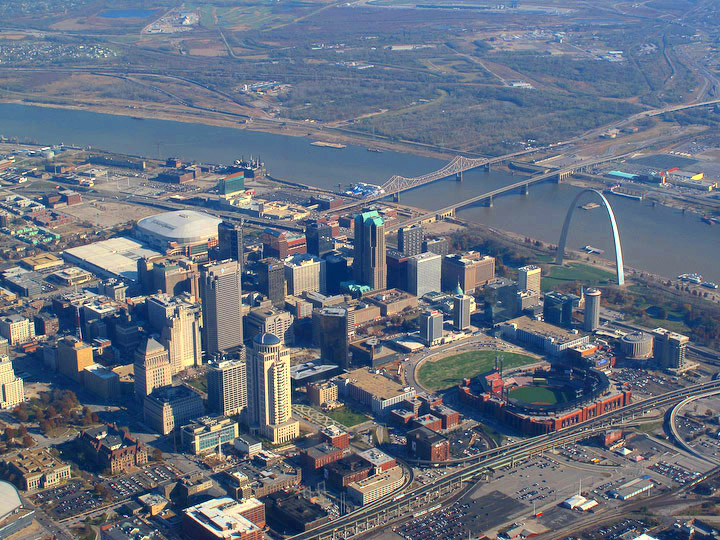
Vue aérienne du centre-ville de Saint-Louis (2011).
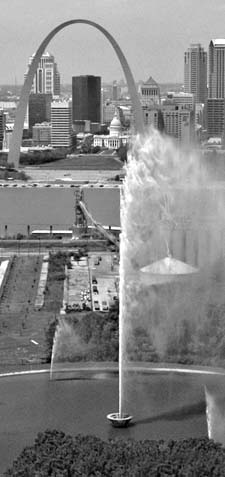
Le Gateway Geyser d'East Saint Louis dans l'Illinois se trouvant dans la prolongation de la Gateway Arch (2005).
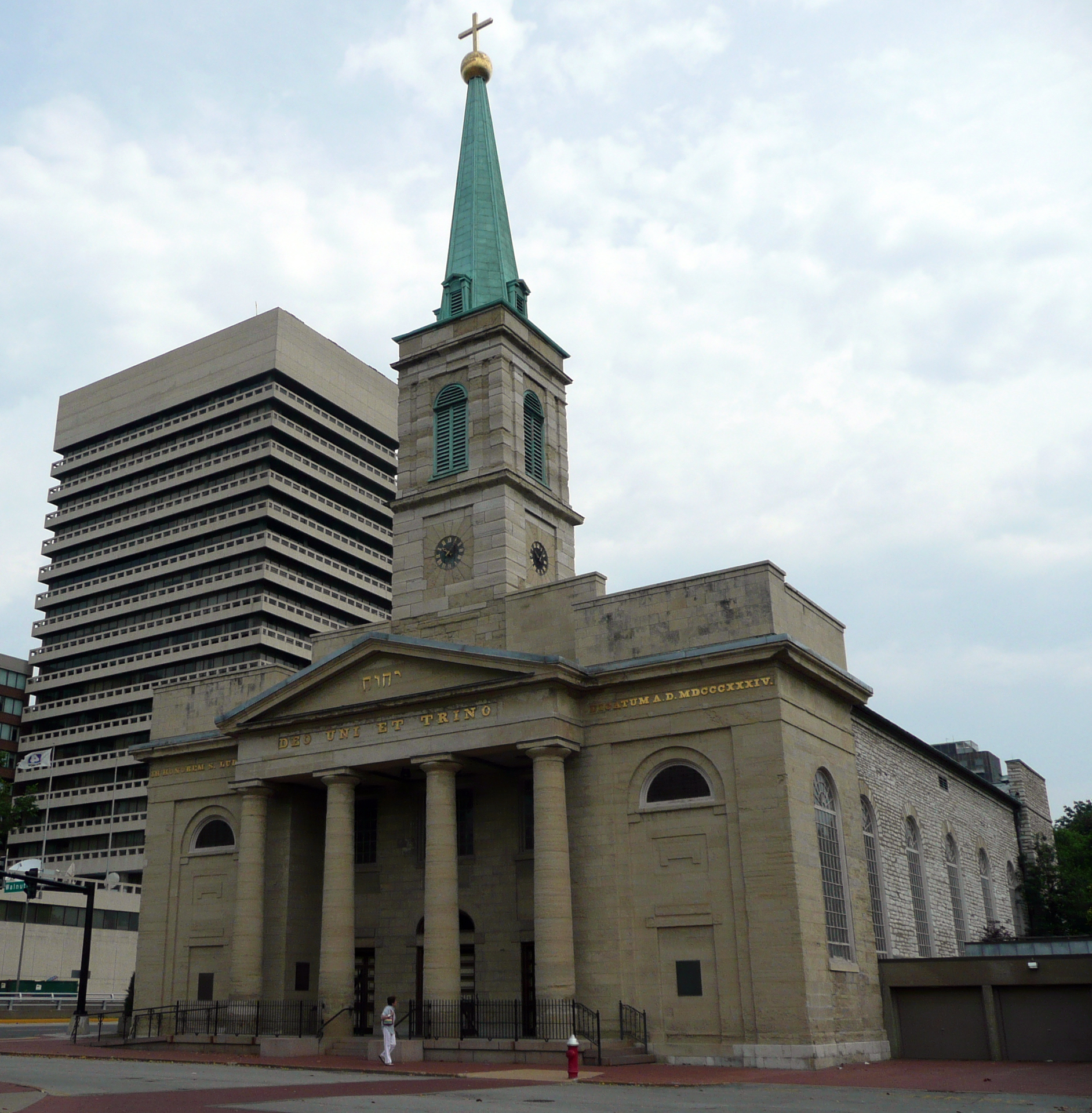
Cathédrale Saint-Louis-Roi-de-France de Saint-Louis, ancienne cathédrale, consacrée en 1834.
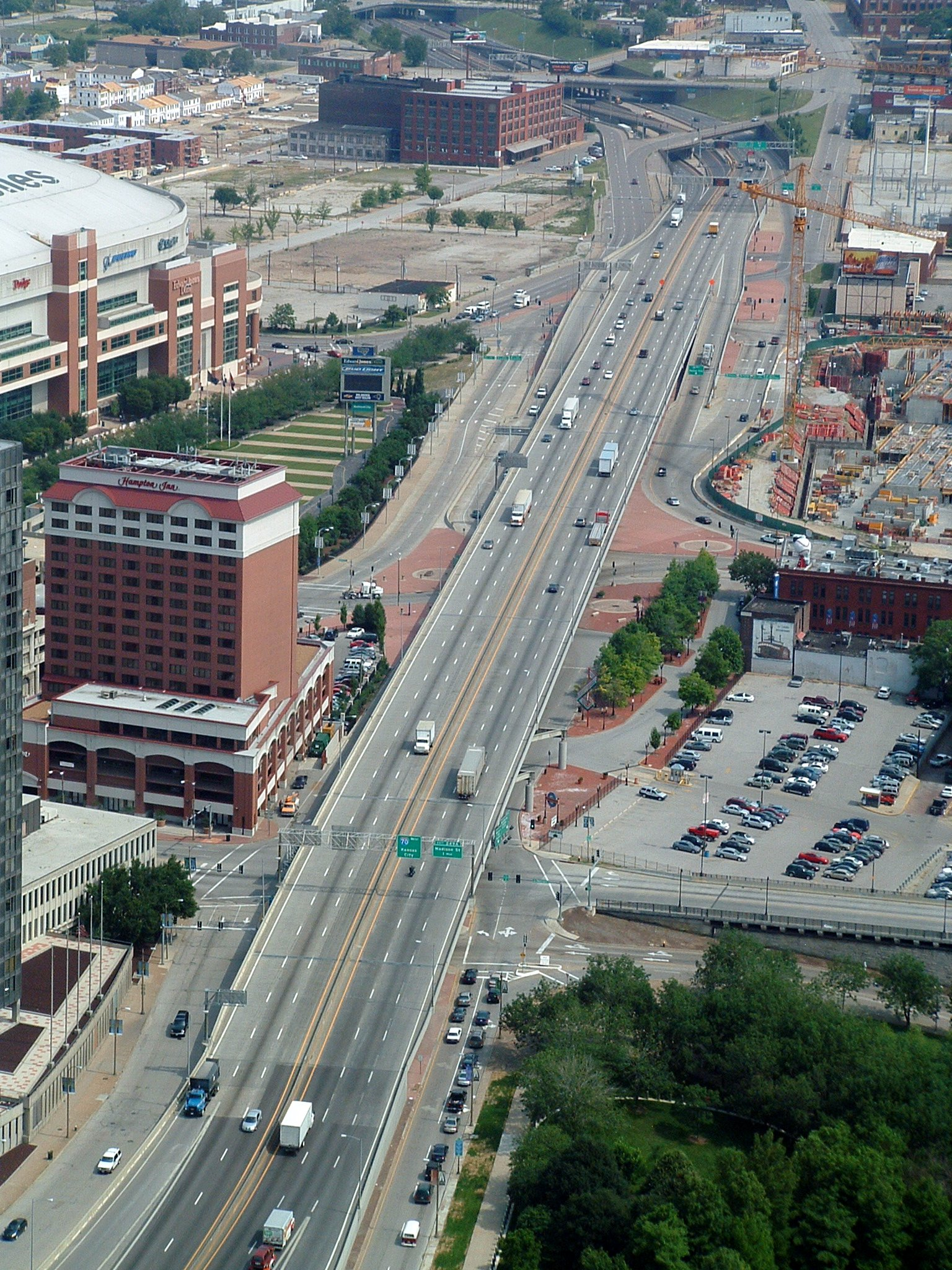
(I-70) Memorial Drive (Saint-Louis), est une voie qui traverse dans un axe nord-sud le centre-ville.
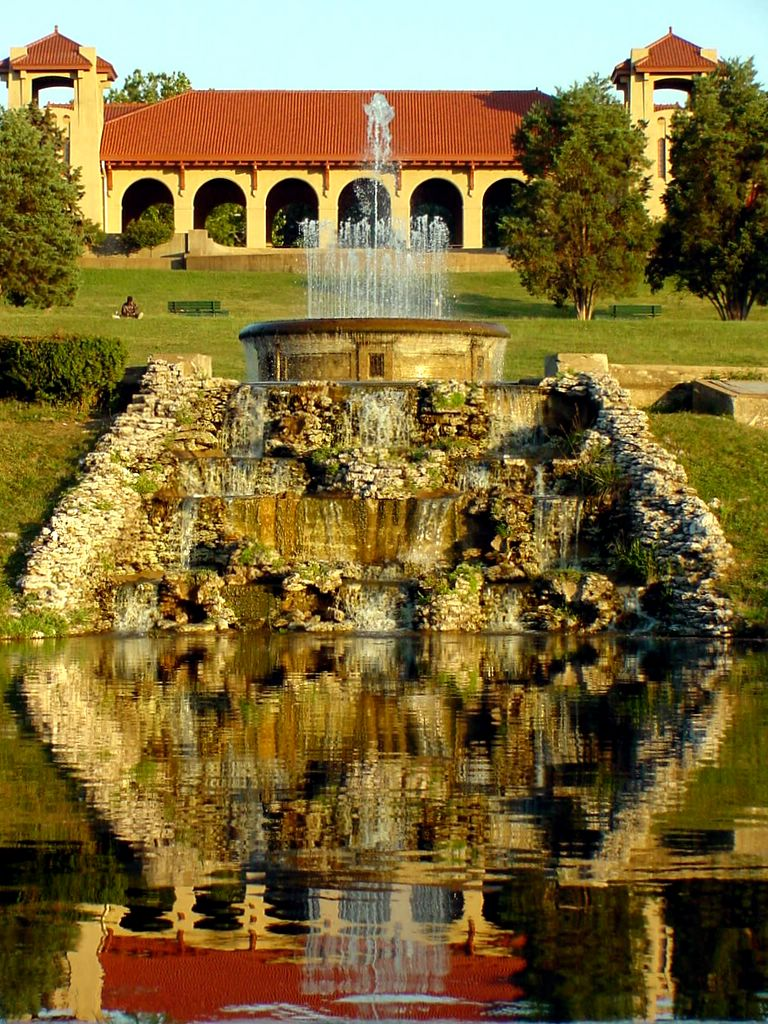
Forest Park (Saint-Louis), parc public situé dans la ville.
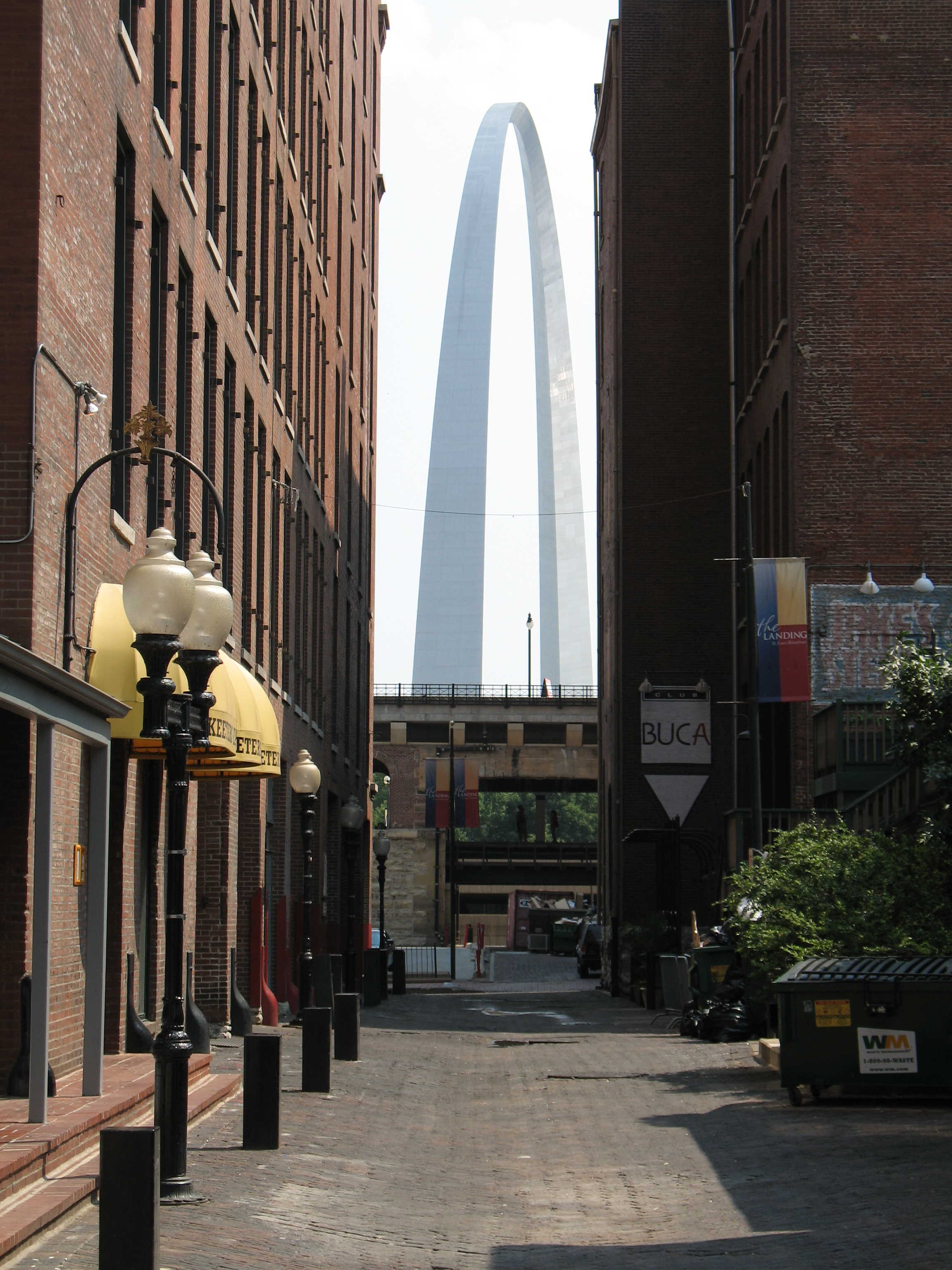
Downtown, centre-ville délimitée par Cole Street au nord, le fleuve Mississippi à l'est, Chouteau Avenue au sud et le Tucker Boulevard à l'ouest.

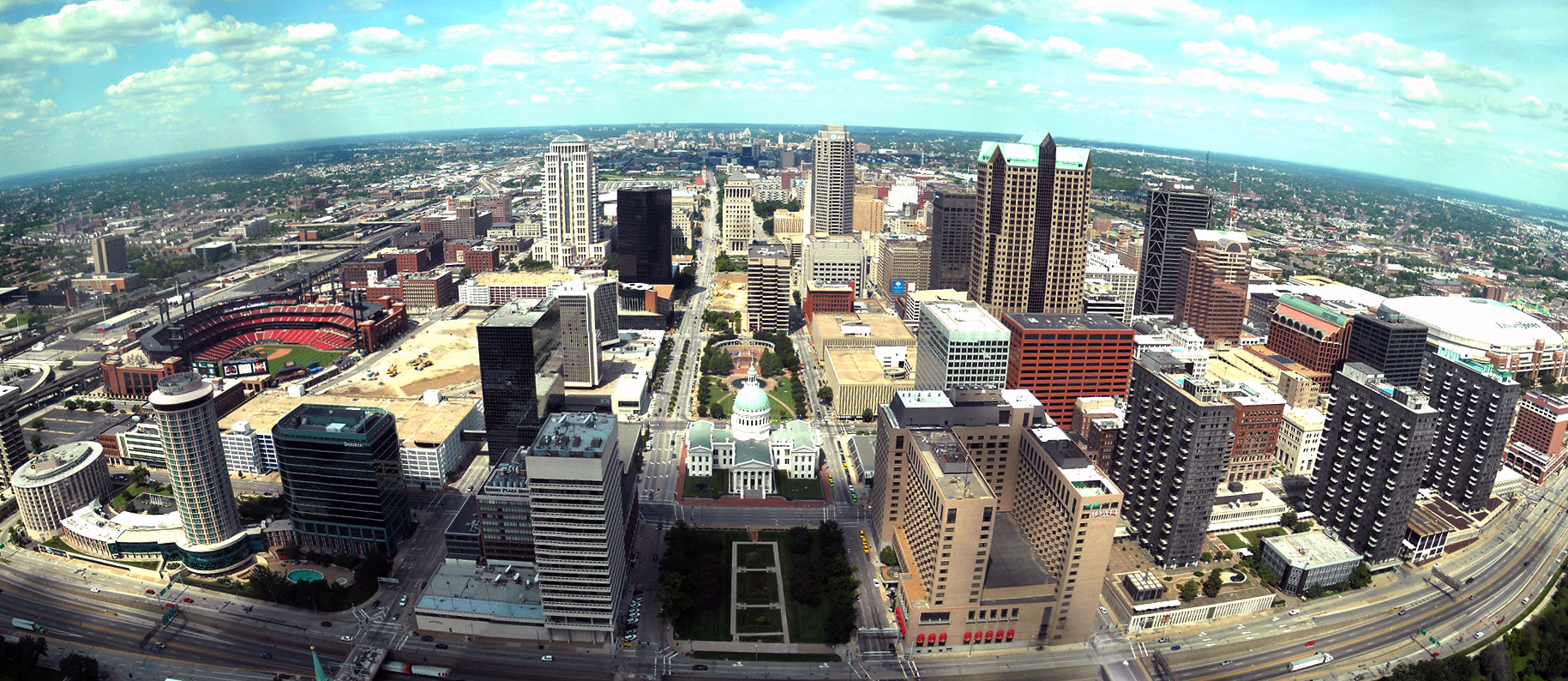
Panorama sur le centre-ville de Saint-Louis depuis l'arche (2008). L'Old Courthouse est bien visible au centre. Le Busch Memorial Stadium et le The Dome at America's Center sont, respectivement, sur la gauche et la droite. L'immeuble le plus haut de la ville, le One Metropolitan Square, est également visible.

### Topographie - Géologie

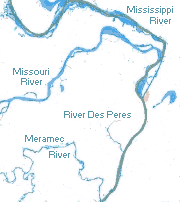
Les cours d'eau dans la région de Saint-Louis.

Selon le Bureau du recensement des États-Unis, la ville de Saint-Louis a une superficie de 171 km2, dont 160 km2 en terrain et 11 km2 (6,2 %) d'eau. La ville est construite sur un site de terrasses de faible altitude qui dominent les rives du Mississippi, juste au Sud de la confluence entre ce fleuve et son affluent le Missouri. La rivière Des Pères et la Meramec y convergent également. Une grande partie de la région est une prairie fertile et légèrement vallonnée qui offre des collines basses, larges et peu profondes. Le fleuve Mississippi et la rivière Missouri occupent de grandes vallées avec des plaines larges inondables.
Le sous-sol de la région (Midwest) est de type calcaire avec de la dolomite de l'époque géologique du Mississippien. Certaines parties de la ville sont de type karstique, particulièrement la zone au sud du centre-ville, qui a de nombreux gouffres et grottes. Il est également riche en charbon, argile et Millérite. La roche de surface, connue sous le nom de calcaire de Saint-Louis, est utilisée comme pierre de taille et moellons pour la construction.
Près de la limite sud de la ville de Saint-Louis (qui la sépare du comté de Saint-Louis) se trouve la rivière Des Pères, qui est la seule dans les limites de cette ville à n'être pas entièrement souterraine. La rivière Des Pères a été confinée à un canal ou mise sous terre dans les années 1920 et au début des années 1930. Les terres en aval de la rivière ont subi certaines des pires inondations de 1993.
La limite est de la ville est marquée par fleuve Mississippi, qui sépare l'État du Missouri de l'Illinois. La rivière Missouri forme la ligne nord du comté de Saint-Louis, à l'exception de quelques zones où la rivière a modifié son cours. La rivière Meramec forme la majeure partie de sa ligne Sud.
Saint-Louis se trouve sur une faille, ce qui l'expose à des séismes, généralement faibles. Les sismologues estiment qu'un tremblement de terre de magnitude 6 peut arriver d'ici à 2040 et pourrait faire d'importants dégâts dans la ville.

### Climat
Le climat à Saint-Louis est de type continental, car la ville se trouve au centre du continent nord-américain, sur sa façade orientale. En l'absence de barrière montagneuse proche, elle subit les influences des masses d'air polaire en hiver et tropical en été. L'amplitude thermique annuelle est de 26,8 °C. La température moyenne relevée à la station de l'aéroport est de 13,9 °C sur l'année. Les précipitations annuelles sont de l'ordre de 1 039,2 millimètres. Les hivers sont plutôt froids et secs (−4,6 °C en janvier), les printemps sont arrosés, les étés sont très chauds et humides (32 °C en juillet) avec des pointes à 38 °C et avec des indices de chaleurs qui peuvent excéder les 45 °C en raison de l'humidité combinée à la chaleur, les pluies estivales tombant sous forme de courtes pluies chaudes au cours de journées caniculaires. L'été indien peut durer jusqu'à la fin novembre. Le record de froid enregistré est de −30 °C le 5 janvier 1884, la température maximale record est de 47,2 °C relevée à East Saint Louis le 14 juillet 1954 ; à l’aéroport international, on releva 46,1 °C. Les deux dernières grandes vagues de chaleur (1995 et 1999) ont tué des centaines de personnes.
Saint-Louis bénéficie d'un ensoleillement élevé avec 2 595,8 heures en moyennes par an.
| Mois                                | jan.  | fév. | mars  | avril | mai   | juin  | jui.  | août  | sep. | oct.  | nov. | déc.  | année   |
| ----------------------------------- | ----- | ---- | ----- | ----- | ----- | ----- | ----- | ----- | ---- | ----- | ---- | ----- | ------- |
| Température minimale moyenne (°C)   | −4,6  | −2,5 | 2,6   | 8,4   | 14    | 19,3  | 21,7  | 20,7  | 15,9 | 9,4   | 3,4  | −2,8  | 8,8     |
| Température moyenne (°C)            | −0,1  | 2,4  | 7,9   | 14,1  | 19,3  | 24,4  | 26,7  | 25,9  | 21,3 | 14,8  | 8,2  | 1,6   | 13,9    |
| Température maximale moyenne (°C)   | 4,4   | 7,2  | 13,3  | 19,7  | 24,6  | 29,5  | 31,7  | 31,1  | 26,8 | 20,3  | 13,1 | 5,8   | 18,9    |
| Record de froid (°C)                | −30   | −28  | −21   | −7    | −1    | 6     | 11    | 8     | 0    | −6    | −17  | −27   | −30     |
| Record de chaleur (°C)              | 25    | 29   | 33    | 34    | 37    | 42    | 46    | 43    | 40   | 34    | 30   | 24    | 46      |
| Ensoleillement (h)                  | 161,2 | 161  | 198,4 | 222   | 266,6 | 291   | 310   | 269,7 | 237  | 207,7 | 141  | 130,2 | 2 595,8 |
| Précipitations (mm)                 | 60,7  | 56,9 | 84,1  | 93,7  | 119,6 | 108,7 | 104,1 | 75,9  | 79,5 | 84,6  | 99,3 | 72,1  | 1 039,2 |
| Nombre de jours avec précipitations | 8,9   | 8    | 10,3  | 11,3  | 11,9  | 10    | 8,9   | 8,2   | 7,4  | 8,7   | 9,6  | 9,4   | 112,7   |

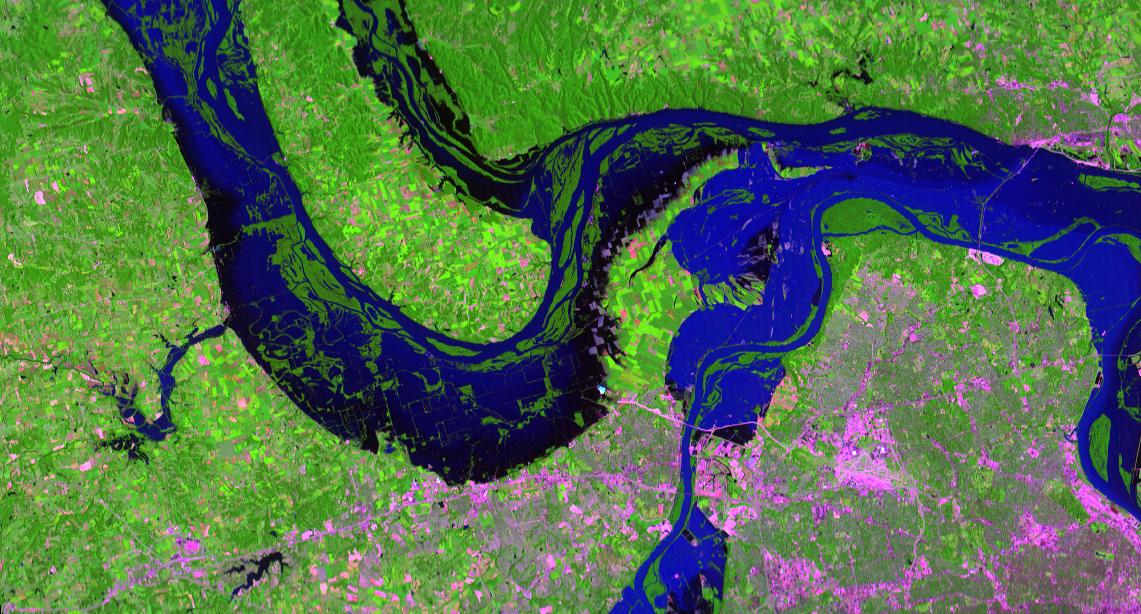
Image satellitaire des inondations de 1993.

Bien que la Des Pères qui passe en ville ait été canalisée au XXe siècle, les crues du Mississippi, gonflé par tous ses affluents lors de pluies exceptionnelles, sont toujours à redouter. Un système de digues et de murs de protection protègent donc la ville en cas de montée des eaux du fleuve. Lors de l'inondation du Midwest américain de 1993, le niveau du fleuve a atteint 6 m au-dessus du seuil d'inondation le 1er août, un niveau jamais atteint depuis 228 ans. Le mur de protection contre les crues, haut de 16 m et construit pour contenir le volume d'eau de la plus importante inondation du Mississippi survenue en 1844, a réussi à éviter le débordement de justesse.

### Milieu naturel

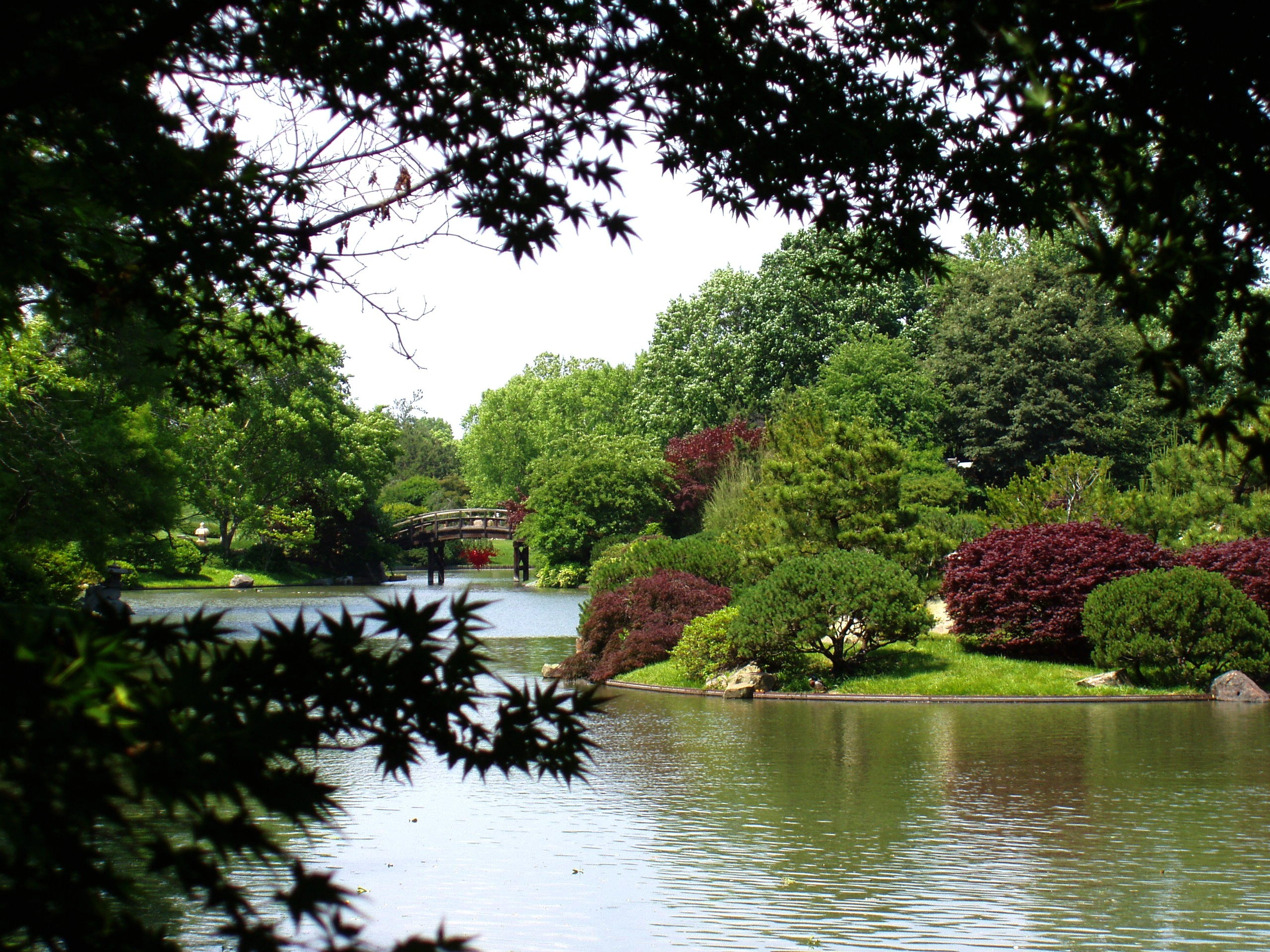
Le jardin botanique du Missouri (Missouri Botanical Garden ou Mobot) situé à Saint-Louis.

Avant la fondation de la ville par les Français, la région de Saint-Louis était couverte par la prairie et la forêt de chênes, amélanchiers, cornouillers sanguins et d'érables. Les platanes d'Occident poussaient sur les rives des cours d'eau. Il subsiste une partie de ces forêts primaires dans le Forest Park.
La faune se compose de coyotes, cerfs de Virginie, écureuils gris, oppossums. Dans les parcs, on peut observer la bernache du Canada, le canard colvert, la grande aigrette et le grand Héron. Les goélands suivent souvent les barges sur le fleuve Mississippi. Le pygargue à tête blanche et de nombreuses variétés d'amphibiens (Bufo americanus) et d'insectes (Cicadidae, Coccinellidae, moustiques) peuplent les rives du fleuve. Saint-Louis se trouve sur le passage des oiseaux migrateurs qui peuvent être observés à Tower Grove Park.

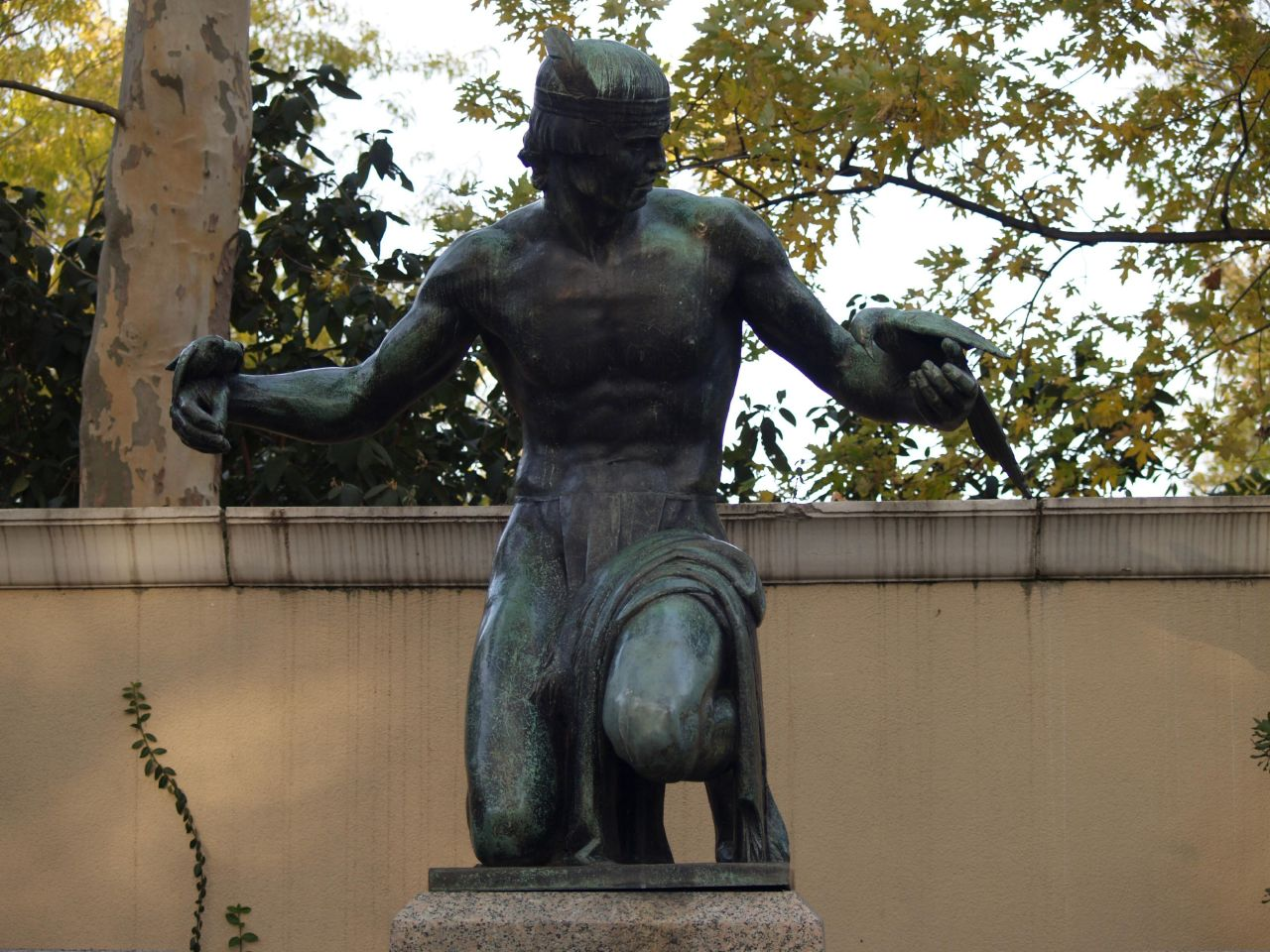
Zuni Bird Charmer (1931), de Walker Hancock. Zoo de St. Louis.

Le parc zoologique de Saint-Louis ou Zoo de Saint-Louis est un parc zoologique situé à Saint-Louis. Membre de l'Association des zoos et aquariums (Amérique du Nord) (AZA), l'entrée est gratuite mais certaines attractions sont payantes. Fondé en 1904 avec l'exposition universelle de 1904 qui se déroule à Saint-Louis, le zoo est à présent à la pointe de la recherche sur la conservation des espèces. Il possède de nombreux animaux tels que l'ours blanc, l'Âne sauvage d'Afrique ou le Guépard. En 2010, il a accueilli plus de 2,9 millions de visiteurs, ce qui en fait le troisième parc zoologique traditionnel le plus visité des États-Unis.
Le jardin botanique du Missouri (Missouri Botanical Garden ou Mobot) est un jardin botanique situé à Saint-Louis, connu informellement aussi sous le nom de « Jardin de Shaw » (Shaw's Garden) du nom de son fondateur, le botaniste et philanthrope Henry Shaw. Fondé en 1859, ce jardin est l'un des plus anciennes institutions botaniques des États-Unis. Le jardin est aussi un centre de recherche en botanique, ainsi qu'une oasis dans la ville de Saint-Louis avec ses 31 hectares de présentations horticoles.
Le Citygarden (en), est un parc urbain et jardin de sculptures à Saint-Louis, couvrant une superficie de 1 200 hectares et appartenant à la ville, mais maintenu par la Gateway Foundation. Il a ouvert le 1er juillet 2009. Il n'y a pas de frais d'admission pour les visiteurs du Citygarden, qui est situé à proximité de la Gateway Arch et Busch Stadium. Le parc est ouvert toute l'année et est conforme aux Americans with Disabilities Act.

### Quartiers
La ville de Saint-Louis se compose de 79 quartiers, voici une liste des principaux :

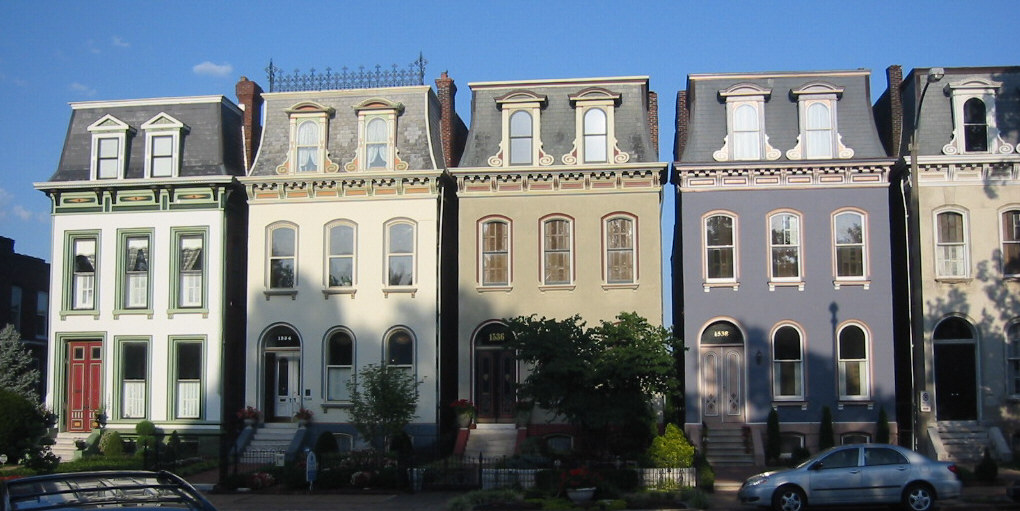
Maisons, de style français, à Lafayette Square.

- Downtown
- Benton Park (en)
- Carondelet
- Central West End
- Tower Grove South
- Clayton/Tamm (en)
- Dutchtown
- Fox Park (en)
- Forest Park Southeast (en)
- Grand Center
- The Hill (en)
- Lafayette Square
- Midtown (en)
- Shaw (en)
- Southampton (en)
- Southwest Garden (en)
- Memorial Drive

### Grand Saint-Louis

Grand Saint-Louis.

Le Grand Saint-Louis (Greater St. Louis) est la plus grande région métropolitaine du Missouri, et la 18e plus importante des États-Unis, et a une population totale estimée à 2 812 896 d'habitants au 1er juillet 2009. Cette zone comprend la ville de Saint-Louis (356 587) et les comtés du Missouri de Saint-Louis (992 408), Saint-Charles (355 367), Jefferson (219 046), Franklin (101 263), Lincoln (53 311), Warren (31 485), Washington (24 400), plus les comtés de l'État de l'Illinois de Madison (268 457), Saint-Clair (263 617), Macoupin (47 774), Clinton (36 368), Monroe (33 236), Jersey (22 549), Bond (18 103), et le comté de Calhoun (5 019).

## Politique et administration
| Période                                  | Période         | Identité                 | Étiquette | Qualité                |
| ---------------------------------------- | --------------- | ------------------------ | --------- | ---------------------- |
| Les données manquantes sont à compléter. |                 |                          |           |                        |
| 19 avril 1949                            | 21 avril 1953   | Joseph Darst             | Démocrate |                        |
| 21 avril 1953                            | 20 avril 1965   | Raymond Tucker           | Démocrate |                        |
| 20 avril 1965                            | 17 avril 1973   | Alfonso J. Cervantes     | Démocrate | Premier hispanique     |
| 17 avril 1973                            | 19 octobre 1977 | John Poelker             | Démocrate |                        |
| 19 octobre 1977                          | 21 avril 1981   | James F. Conway          | Démocrate |                        |
| 21 avril 1981                            | 20 avril 1993   | Vincent C. Schoemehl     | Démocrate |                        |
| 20 avril 1993                            | 15 avril 1997   | Freeman Bosley, Jr. (en) | Démocrate | Premier Afro-Américain |
| 15 avril 1997                            | 17 avril 2011   | Clarence Harmon          | Démocrate |                        |
| 17 avril 2011                            | 17 avril 2017   | Francis Slay (en)        | Démocrate |                        |
| 18 avril 2017                            | 20 avril 2021   | Lyda Krewson (en)        | Démocrate | Première femme         |
| 20 avril 2021                            | 15 avril 2025   | Tishaura Jones (en)      | Démocrate |                        |
| 15 avril 2025                            | En cours        | Cara Spencer (en)        | Démocrate |                        |

## Démographie
Selon les dernières estimations du bureau du recensement des États-Unis, la ville de Saint-Louis comptait 315 685 habitants en 2015.
| Groupe                 | Saint-Louis | Missouri | États-Unis |
| ---------------------- | ----------- | -------- | ---------- |
| Afro-Américains        | 49,2        | 11,6     | 12,6       |
| Blancs non hispaniques | 40,4        | 79,2     | 55,7       |
| Latino-Américains      | 3,5         | 3,6      | 16,7       |
| Asiatiques             | 2,9         | 1,6      | 4,8        |
| Métis                  | 2,4         | 2,1      | 2,9        |
| Autres                 | 1,3         | 1,4      | 6,4        |
| Amérindiens            | 0,3         | 0,5      | 0,9        |
| Total                  | 100         | 100      | 100        |
|                        |             |          |            |

En 2010, la population hispanique de Saint-Louis est composée aux deux-tiers de Mexicano-Américains.
Selon l'American Community Survey, pour la période 2011-2015, 90,56 % de la population âgée de plus de 5 ans déclare parler l'anglais à la maison, 3,16 % déclare parler l'espagnol, 0,77 % le vietnamien, 0,58 % le bosniaque, 0,55 % une langue chinoise et 4,38 % une autre langue.
Selon l'American Community Survey, pour la période 2011-2015, 27,1 % de la population vit sous le seuil de pauvreté (15,5 % au niveau national). Ce taux masque des inégalités importantes, puisqu'il est de 38,1 % pour les Afro-Américains et de 14,5 % pour les Blancs non hispaniques. De plus 41,8 % des personnes de moins de 18 ans vivent en dessous du seuil de pauvreté, alors que 24,4 % des 18-64 ans et 16,6 % des plus de 65 ans vivent en dessous de ce taux.

## Criminalité
En 2010, la ville compte 319 294 habitants et est classée cette année comme la ville la plus dangereuse des États-Unis avec 2 100 actes d'origine criminelle pour 100 000 habitants alors que la moyenne nationale tourne autour de 430. En janvier 2023, elle est classée comme la ville la plus dangereuse des États-Unis avec une criminalité coûtant 8457 $ par habitant.

## Voies de communication et transports
La société Greyhound Lines est la plus grande société de transport par autocars des États-Unis. Elle dessert tout le pays. Le car est, dans la plupart des cas, le moyen de transport le moins cher pour les longues distances aux États-Unis et avec de nombreuses connexions à partir de Saint-Louis.[réf. nécessaire]

### Route 66
Surnommée par les Américains « Mother Road » et « Main Street of America », la Route 66 joue un rôle important dans la tradition américaine. Saint-Louis est l’une des plus grandes villes traversées par la Route 66 entre Chicago et Los Angeles. On y retrouve de nombreux sites en lien avec cette célèbre route, comme l’Old Chain of Rocks Bridge (Arche), un pont qui enjambe le Mississippi et était autrefois emprunté par la célèbre route.

### Autoroute reliant Saint-Louis
U.S. Route 40 : Il s'agit de l'une des U.S. Highways originales des années 1920, et elle s'étendait à l'origine de San Francisco à Atlantic City. Son extrémité occidentale a été tronquée à plusieurs reprises, et la route s'achève désormais à I-80, tout près de Park City (Utah).
Intersections à Saint-Louis : I-64/55/70.
 Interstate 70
  Cove Fort (en) (I-15) à Baltimore, MD (I-695)
Routes associées: I-170 | Interstate 270 (Illinois-Missouri) (en) | I-370 | I-470 | I-670
 Interstate 55
  La Place, Louisiane (I-10) à Chicago, Illinois (US-41)
Routes associées: I-155 | I-255
 Interstate 44
  Wichita Falls, Texas (US Route 277 (en)) à Saint-Louis, Missouri (I-55)
Routes associées: I-244 | I-444

### Entreprise ferroviaire reliant Saint-Louis

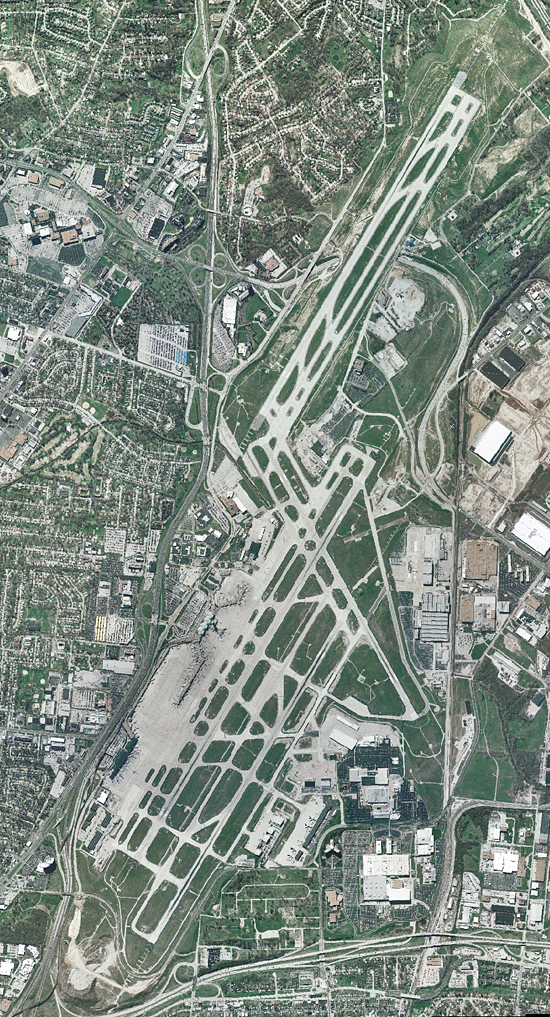
L'aéroport international de Lambert-Saint-Louis, février 2010.

L'Amtrak est une entreprise ferroviaire publique américaine, spécialisée dans le transport de voyageurs. Dont les lignes desservent Saint-Louis du Nord au Sud, et d'Est en Ouest.
- Texas Eagle. Principales villes desservies : Chicago - Saint-Louis - Dallas - San Antonio - Los Angeles.
- State House : ligne Chicago - Saint-Louis.
- Kansas City Mule, Saint-Louis Mule : ligne Kansas City - Saint-Louis.
- Missouri Pacific Railroad connu sous le nom de MoPac (Siège social St. Louis), était un des premiers chemins de fer des États-Unis à s'installer à l'ouest du fleuve Mississippi. Le MoPac fusionna en 1982 avec l'Union Pacific Railroad.

Historique : Le Frisco, St. Louis-San Francisco Railway, opérait dans le Midwest et le centre-sud des États-Unis de 1876 à 1980.

### Aéroport
L'aéroport international de Lambert-Saint-Louis, doit son nom à Albert Bond Lambert, aviateur et aérostier américain originaire de Saint-Louis, qui fonda l'aéro-club de Saint-Louis au début du XXe siècle sur le terrain qui allait devenir l'aéroport actuel proche de l'aérodrome de Spirit-of-st-Louis.
Trans States Airlines est une compagnie aérienne américaine, la 6e plus importante compagnie régionale privée aux États-Unis. Créée en 1985 pour alimenter Trans World Airlines (TWA), à partir de son hub de Saint-Louis, la compagnie s'est transformée en compagnie régionale alimentant les vols d'American Airlines (programme American Connection), United Airlines (programme United Express), et US Airways (programme US Airways Express).

### Transports en commun urbains

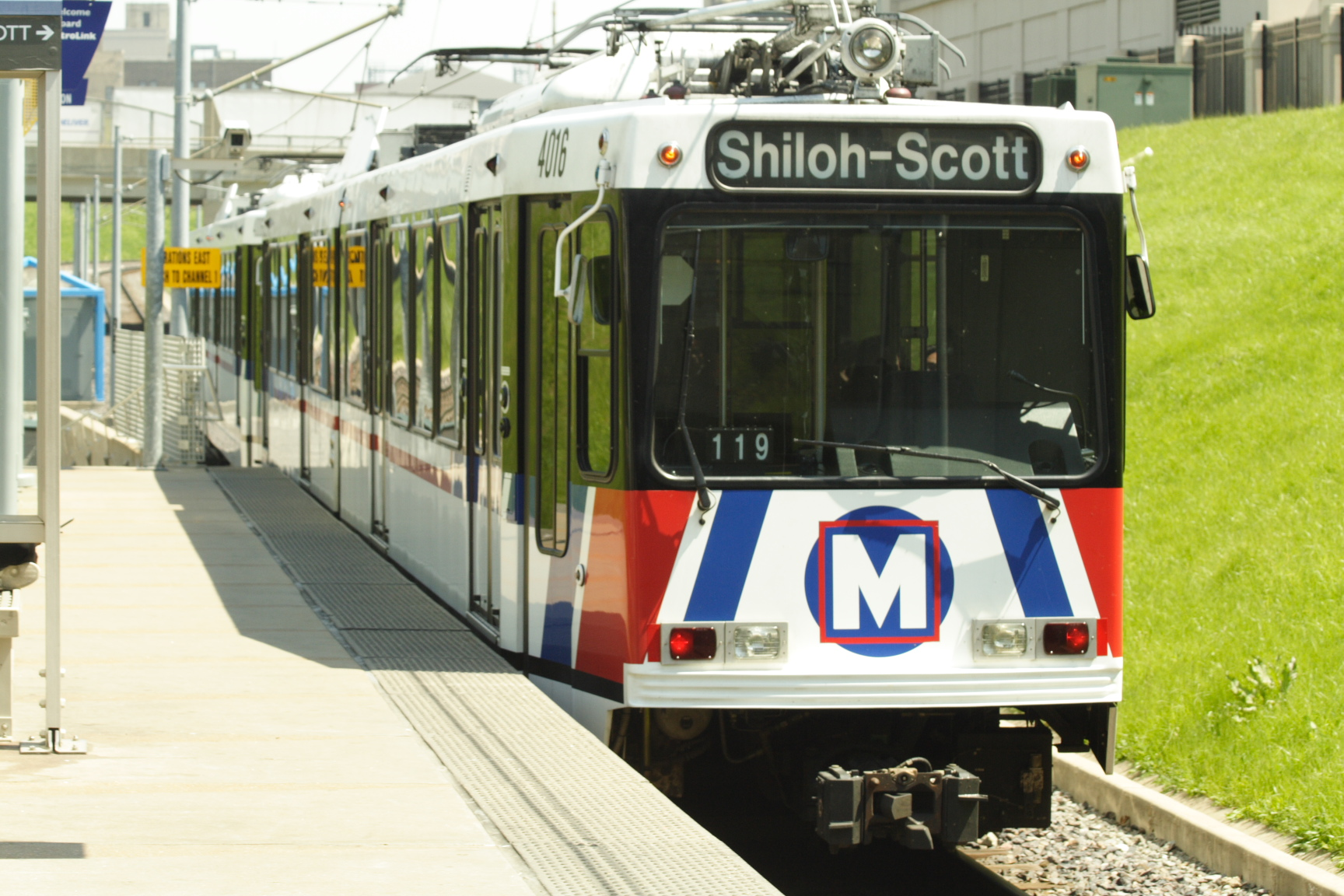
Le Metrolink

Le métro léger de Saint-Louis (ou MetroLink), est un réseau de métro léger à Saint-Louis. La ligne est gérée par l'organisation Metro (Saint Louis), qui gère également les autobus dans l'agglomération de Saint-Louis, y compris East Saint Louis dans l'état voisin de l'Illinois.

Le réseau comporte deux lignes. Une ligne relie l'aéroport international de Lambert-Saint-Louis et Shiloh-Scott, à Shaïlo en Illinois ; elle mesure 60,6 km et compte 28 stations. Une autre ligne va de Shrewsbury-Lansdowne I-44 à Shrewsbury et Emerson Park à East Saint Louis, en 27,2 km et 20 stations.

### Transport fluvial et canaux
Le fleuve Mississippi et les Grands Lacs sont les deux voies majeures du pays pour le transport des marchandises. Le Mississippi a fait l'objet de nombreux aménagements et aujourd'hui, environ la moitié du Missouri - Mississippi est navigable. Le fleuve est également relié par des canaux aux Grands Lacs de Saint-Louis à Chicago, à l'Illinois, à la Floride et au Texas par la Gulf Intracoastal Waterway.

## Économie
Article détaillé : Économie de St. Louis (en).
L'économie de Saint-Louis est très diversifiée.

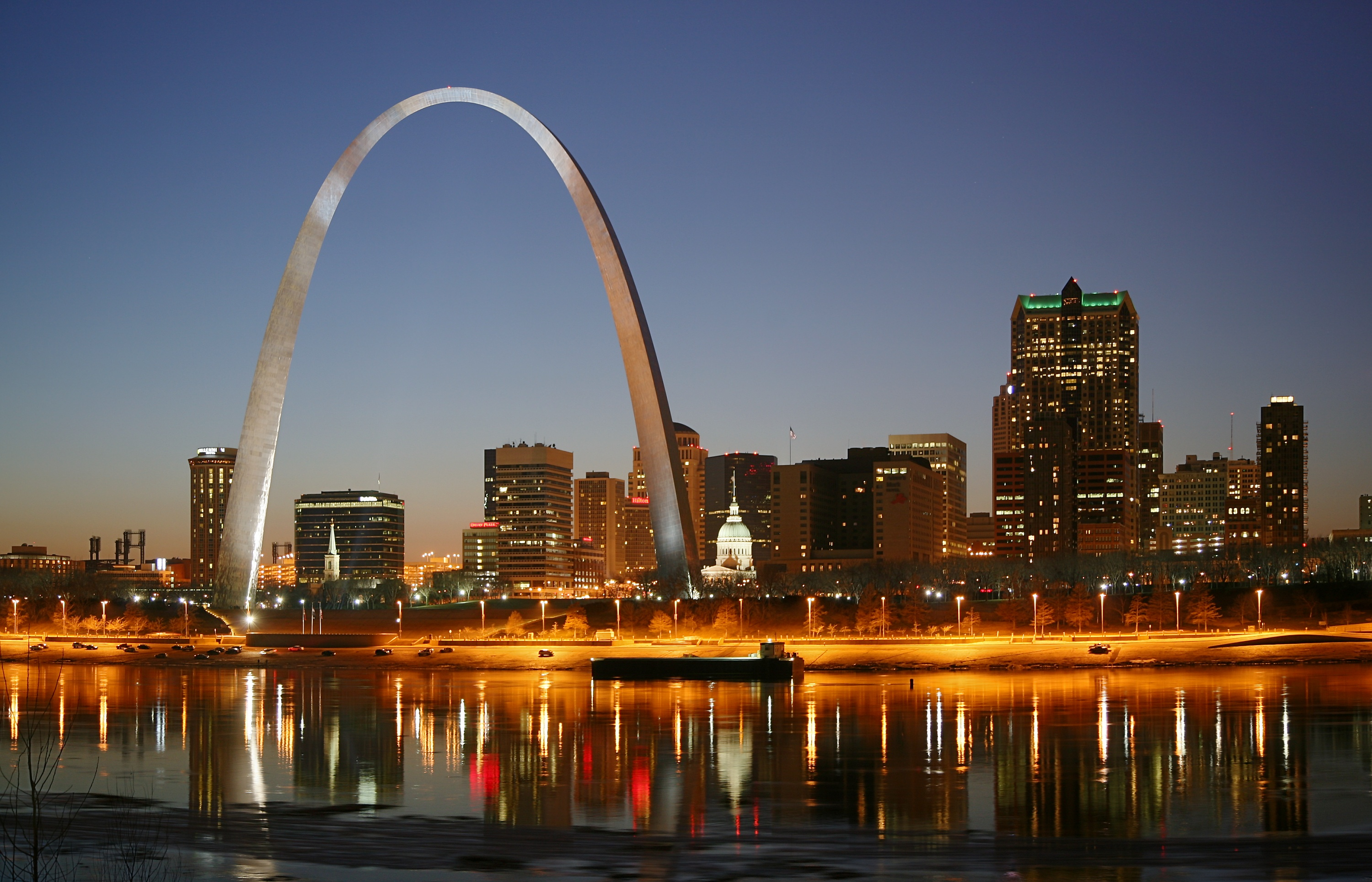
Le centre des affaires de Saint-Louis.

Statistiques pour toutes les entreprises des États-Unis pour l'industrie, le genre, l'ethnicité, les États, comtés et villes : 2012. Enquête sur les propriétaires d'entreprise, zone géographique de Saint-Louis ville, Missouri. Date de sortie : 15 décembre 2015.
Le Fortune Global 500 est une liste de 500 entreprises mondiales classées selon l'importance de leur chiffre d'affaires. Elle est publiée chaque année par le magazine Fortune, qui publie aussi un classement américain : Fortune 500. Une liste similaire classe les 500 entreprises mondiales selon leur niveau de capitalisation boursière : Financial Times Global 500 (FT 500).
- Classement 2015 paru en 2016.
- Classement 2014 paru en 2015.
- Classement 2013 paru en 2014.

La ville concentre les sièges sociaux de diverses entreprises : Anheuser-Busch, fondée en 1852, possède de nombreuses marques de boissons (Budweiser), Energizer, la chaîne de restauration rapide Hardee's… Le groupe redistribue une partie de ses bénéfices sous forme de dons aux associations de la région (dix millions de dollars en 2007).
Citons également la société Purina (Nestlé Purina PetCare), entreprise américaine et suisse fondée en 1893 par William H. Danforth. Lors de sa fondation, dans un magasin de fourrage aux abords du Mississippi à Saint-Louis, l'objet était de proposer aux éleveurs de volaille, bovins, porcs et autres animaux de la nourriture pour les animaux d'élevage.
Le Boeing Defense, Space & Security (BDS), basé à Saint-Louis, est une division du groupe Boeing responsable du développement de produits et services de l'industrie de l'armement et de l'aérospatiale. Defense, Space & Security (anciennement Boeing Integrated Defense Systems) fait de Boeing la seconde plus grosse société militaire privée au monde et est responsable de 56 % des revenus du groupe.
La région de Saint-Louis accueille aussi Monsanto, la célèbre société multinationale spécialisée dans les biotechnologies végétales. La société de location de véhicules Rent A Car est basée à Clayton. On compte également la direction de McDonnell Douglas et la compagnie Sabreliner. La ville a une agence régionale de la réserve fédérale des États-Unis.
Malgré la désindustrialisation qui a touché Saint-Louis, l'agglomération dispose encore de plusieurs usines dans divers secteurs : des unités de production automobile (DaimlerChrysler à Fenton ; General Motors à Wentzville et Ford à Hazelwood). Le secteur pharmaceutique et de la santé bénéficie de synergies avec l'école de médecine de l'université Washington.
Entre 1982 et 2001, l'aéroport international de Lambert-Saint-Louis constitue le hub principal de la compagnie aérienne TWA. En 2001, après la faillite de la compagnie et sa fusion avec American Airlines, le nombre de vols desservant Saint-Louis diminue significativement.
Selon le St. Louis Business Journal, les meilleurs employeurs de la région métropolitaine de St. Louis à partir du 1er juin 2015, sont les suivants :
| Rang | Employeur                        | Employés |
| ---- | -------------------------------- | -------- |
| 1    | BJC HealthCare (en)              | 24 182   |
| 2    | Wal-Mart Stores, Inc.            | 21 721   |
| 3    | Boeing Defense, Space & Security | 15 000   |
| 4    | Washington University            | 14 451   |
| 5    | SSM Health (en)                  | 13 301   |

## Éducation
Article détaillé : Éducation à St. Louis (en).
L'éducation à Saint-Louis est proposée par les écoles publiques, les écoles privées, les écoles à charte, plusieurs collèges et universités, et la Bibliothèque publique de St. Louis (en).

### Enseignement supérieur

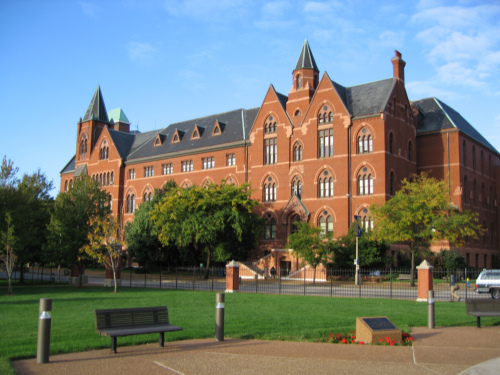
Le Hall DuBourg abrite l'administration de l'université de Saint-Louis.

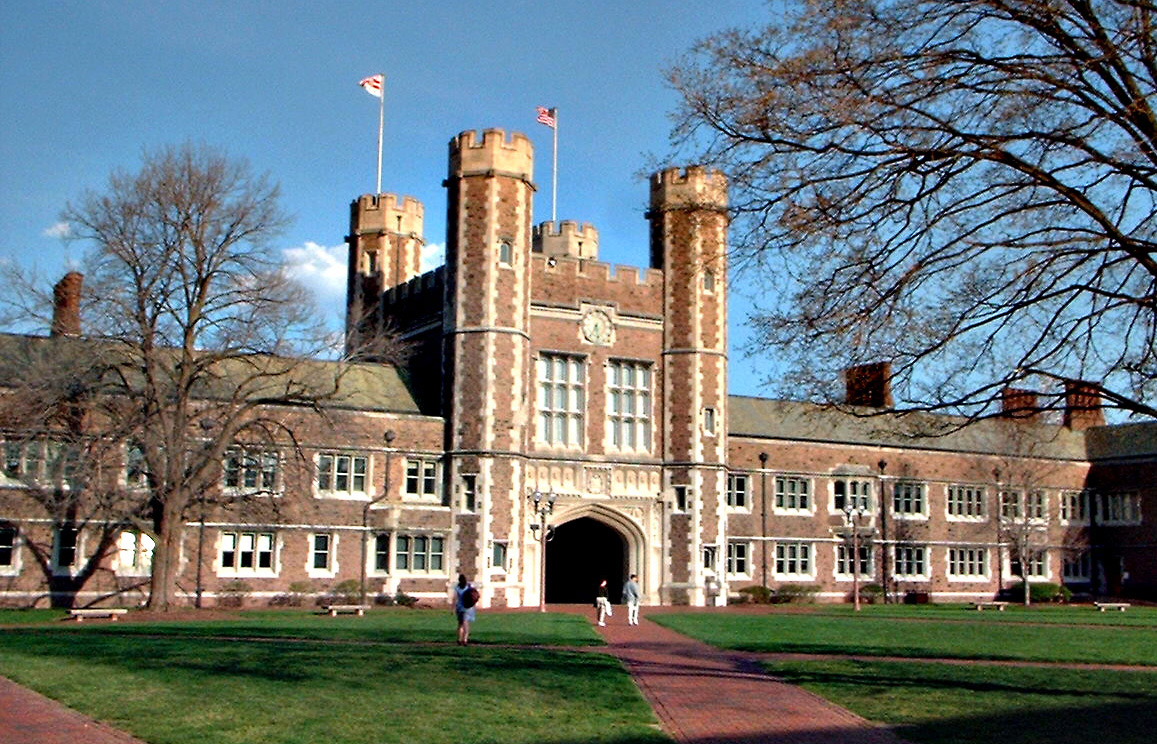
Université Washington de Saint-Louis, fondée en 1853.

- Université de Saint-Louis, la première université fondée à l'ouest du Mississippi (en 1818)
- Allied Medical College
- Aquinas Institute of Theology (en)
- Concordia Seminary (en) of the Lutheran Church—Missouri Synod
- Covenant Theological Seminary (en)
- Deaconess College of Nursing (en)
- Eden Theological Seminary (en) de l'Église unie du Christ
- Fontbonne University (en)
- Harris-Stowe State University (en)
- Hickey College (en)
- Kenrick-Glennon Seminary (en)
- Lindenwood University (en)
- Maryville University (en)
- Missouri Baptist University (en)
- Missouri College (en)
- Missouri Tech University
- National Academy of Beauty Arts
- Patricia Stevens College (en)
- Ranken Technical College (en)
- Saint-Louis College of Pharmacy
- Université Washington de Saint-Louis
- Southern Illinois University Edwardsville (en), institution-sœur de l'Université du Sud de l'Illinois à Carbondale
- University of Missouri–Saint-Louis (en)
- Université de Phoenix - Campus de Saint-Louis
- Webster Groves - Campus Webster University - Saint-Louis

## Culture

### Médias
Les médias à Saint-Louis (Média à St. Louis (en)) sont un centre majeur dans le Missouri et le Midwest des États-Unis.
- Le St. Louis Post-Dispatch est un journal fondé le 12 décembre 1878 par Joseph Pulitzer.
- Le The Waterways Journal Weekly (en) (Le Journal Hebdomadaire Waterways) est connu comme la Bible du Riverman, le périodique a été publié en continu à Saint-Louis depuis 1887.
- Le St. Louis Magazine (en) est un périodique mensuel fondé en 1969.
- La KDHX est une station de radio associative fondée en 1987, elle est installée dans le quartier du Grand Centre, au 3524 de l'avenue Washington.
- La KTVI (en) est une station de télévision affiliée à la (Fox Broadcasting Company), située à Saint-Louis.

### Monuments
Il existe de nombreux musées et monuments à Saint-Louis ; le musée de la ville (City Museum) offre une grande variété d'expositions. La maison d'Eugene Field est située dans le centre-ville, celle de Scott Joplin aussi. Le musée de l'histoire du Missouri (Missouri History Museum) présente entre autres sujets l'expédition Lewis et Clark ou l'exposition de 1904. Le théâtre Fox sur Grand Boulevard a une façade de style byzantin.

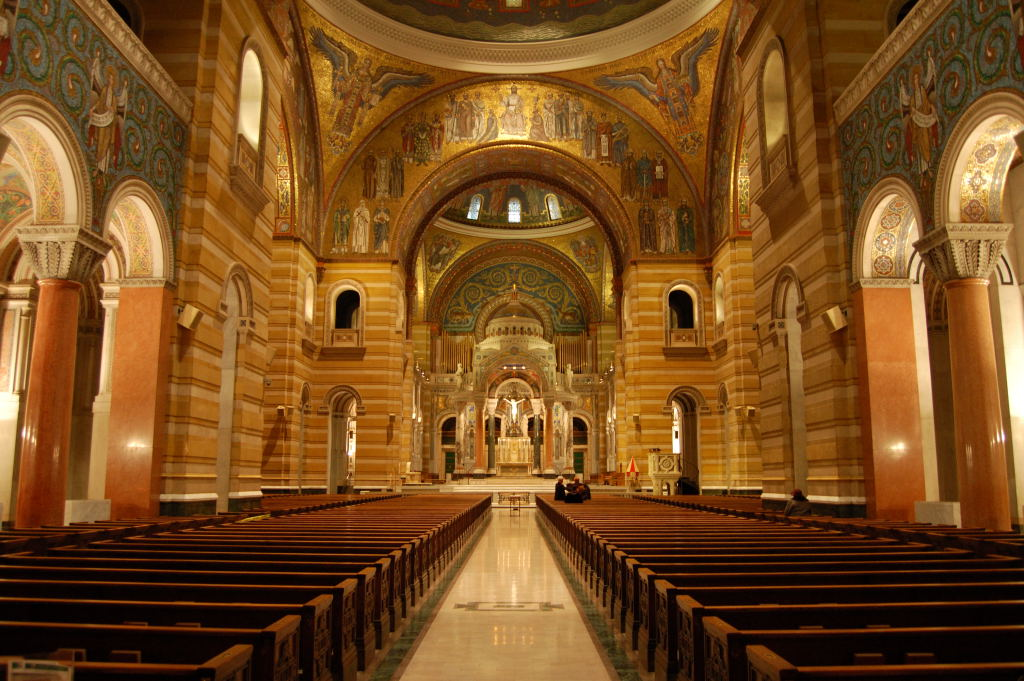
Cathédrale Saint-Louis de Saint-Louis, style Architecture néo-byzantine.
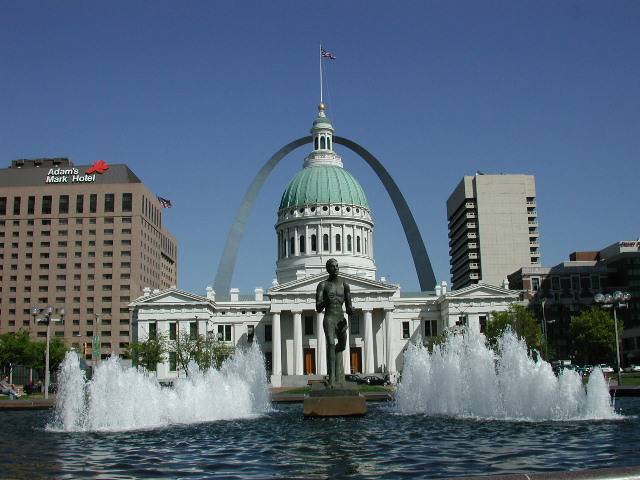
The Runner (1966) de William Zorach, l'Old Courthouse et la Gateway Arch, place Kiener.
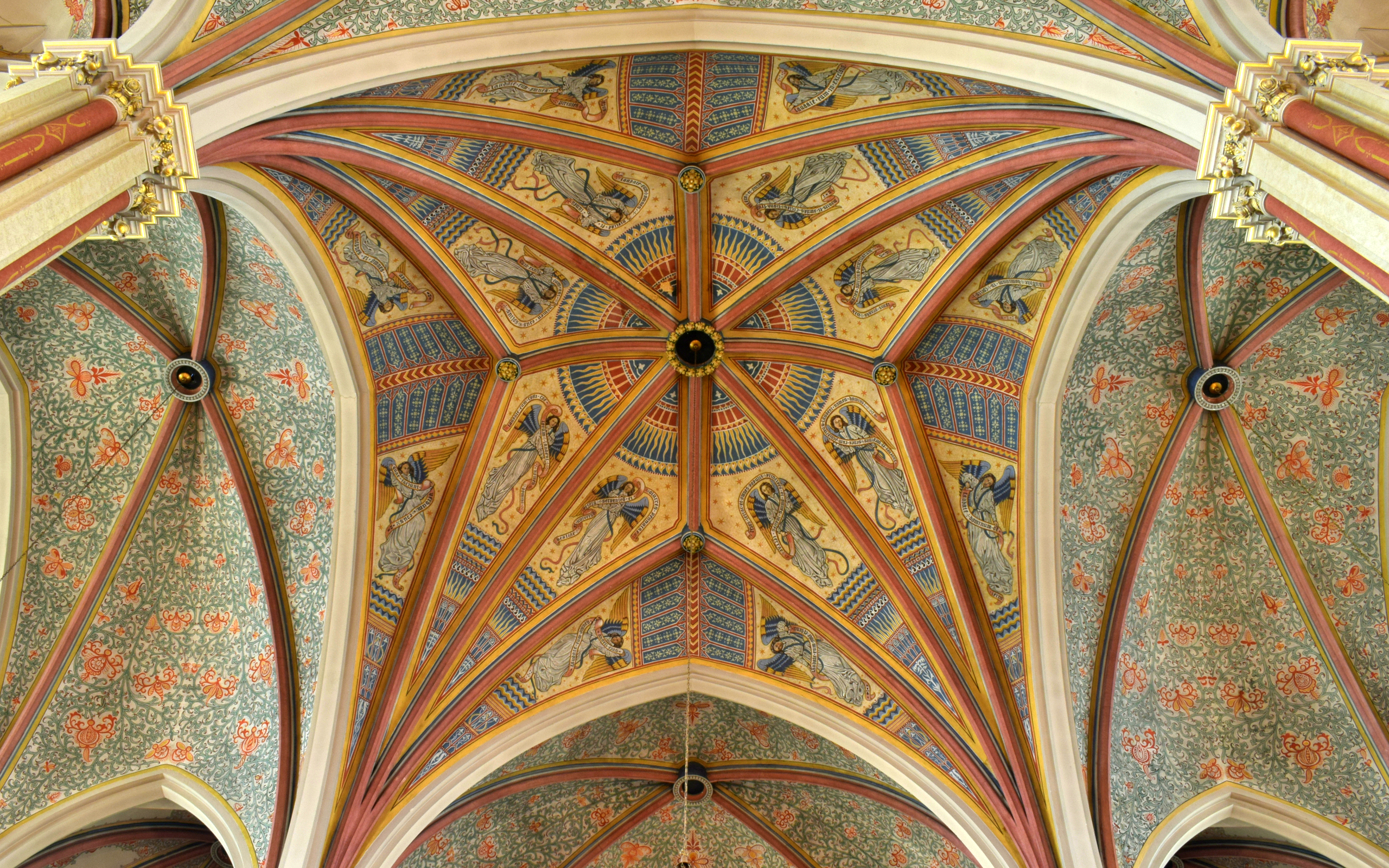
La voute de l'église Saint-François de Sales à Saint-Louis (avril 2017).

Il y a plusieurs églises dans la ville, mais la plus importante est la basilique-cathédrale (New Cathedral). Elle est construite dans le style byzantin et néoroman. L'intérieur est décoré avec l'un des plus grands programmes de mosaïques du monde.
La cathédrale Saint-Louis (1834), également connue comme la Vieille Cathédrale (Old Cathedral) est la plus ancienne cathédrale catholique à l'ouest du Mississippi. Elle se trouve à côté du parc national de Gateway Arch. Le quartier de la colline (The Hill) est un ancien quartier italien. Le Soulard Market district est l'un des plus anciens quartiers de la ville (1779-1842).
Porte de l'Ouest
La Gateway Arch reflète le rôle de St. Louis dans le Westward Expansion des États-Unis au cours du XIXe siècle. Le parc est un mémorial pour le rôle de Thomas Jefferson dans la Conquête de l'Ouest, aux pionniers qui ont contribué à façonner son histoire, et de Dred Scott (figure de l'anti-esclavagisme) qui a poursuivi sa liberté dans l'ancien palais de justice.
Le parc national de Gateway Arch est le symbole de la ville : construit à proximité du lieu de départ de l'expédition Lewis et Clark, il fut classé mémorial national le 21 décembre 1935. Il est géré par le Service des parcs nationaux (NPS). L'arche a été construite en 1954 et symbolise la porte de l'Ouest. Ce parc commémore l'achat de la Louisiane française par les États-Unis, l'établissement de la première cathédrale à l'ouest du Mississippi et le débat sur l'esclavagisme soulevé par Scott v. Sandford. Il se trouve sur les rives du Mississippi, et abrite le Museum of Westward Expansion. Il est visité chaque année par quatre millions de personnes. La Gateway Arch mesure 192 mètres de hauteur ; elle a été dessinée par l'architecte finlandais Eero Saarinen. Les touristes peuvent accéder au sommet pour avoir la plus belle vue sur Saint-Louis.
Le One Metropolitan Square est un gratte-ciel de bureaux de 181 mètres de hauteur construit à Saint-Louis en 1989. L'immeuble a été conçu par le cabinet d'architecte HOK, la plus importante agence d'architecture du monde qui y a logé son siège mondial. Fin 2009 c'était le plus haut immeuble de Saint-Louis.
La Thomas Eagleton Courthouse est un gratte-ciel de style post-moderne de 170 mètres de hauteur construit à Saint-Louis en 2000. Fin 2009 c'était l'un des deux plus hauts gratte-ciel du monde consacrés aux affaires judiciaires et le troisième plus haut immeuble de l'agglomération de Saint-Louis. L'immeuble a été nommé du nom du sénateur Thomas Eagleton et a coûté 186 millions de dollars. La construction de l'immeuble a été particulièrement longue, elle a duré 6 ans de 1994 à 2000.

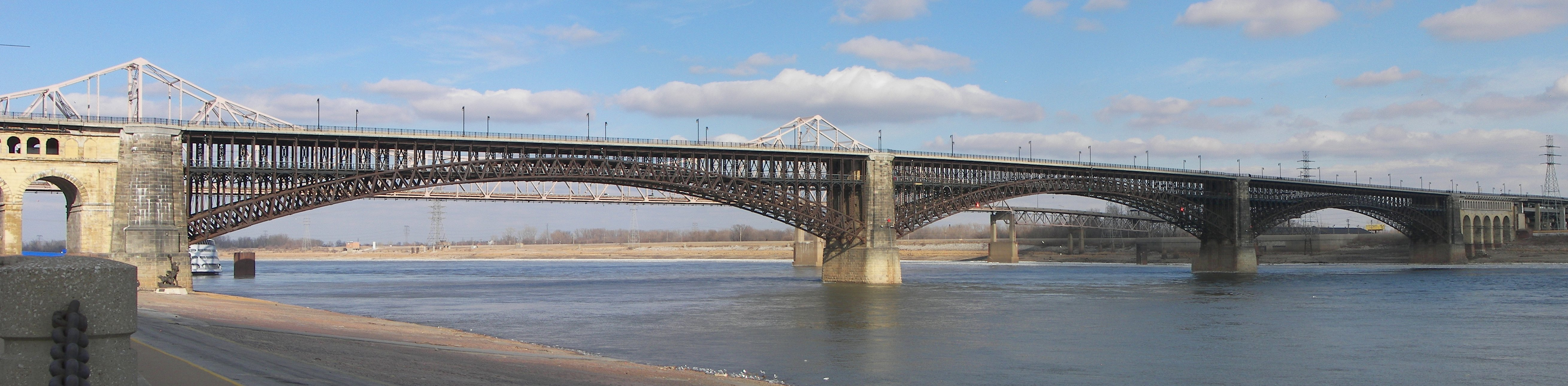
Pont Eads, panorama.

Le Pont Eads est un pont routier (4 voies) et ferroviaire (2 lignes de métro) franchissant le Mississippi, de Saint-Louis, dans le Missouri, à East Saint Louis dans l'Illinois. Commencé en 1867 et inauguré le 4 juillet 1874. Il porte le nom de son inventeur, James Buchanan Eads, qui innove également pendant la construction du pont : il s'agit du premier pont construit totalement en porte-à-faux.
Le District historique de Washington Avenue (Washington Avenue Historic District) est un district historique situé autour de Washington Avenue dans le centre-ville ouest de Saint-Louis. Il est délimité par le Delmar Boulevard au nord, Locust Street au sud, 8th Street à l'est et 18th Street à l'ouest. Les bâtiments de la zone datent de la fin du XIXe siècle jusqu'au début des années 1920 et présentent différents styles architecturaux populaires de ces époques.
Le Renaissance St. Louis Grand Hotel est un hôtel du district historique de Washington Avenue dans le Downtown. À l'origine, il s'agit d'un hôtel des Statler Hotels (en). Entre 1966 et 1987, il est nommé Gateway Hotel d'après la Gateway Arch.

### Cités amérindiennes

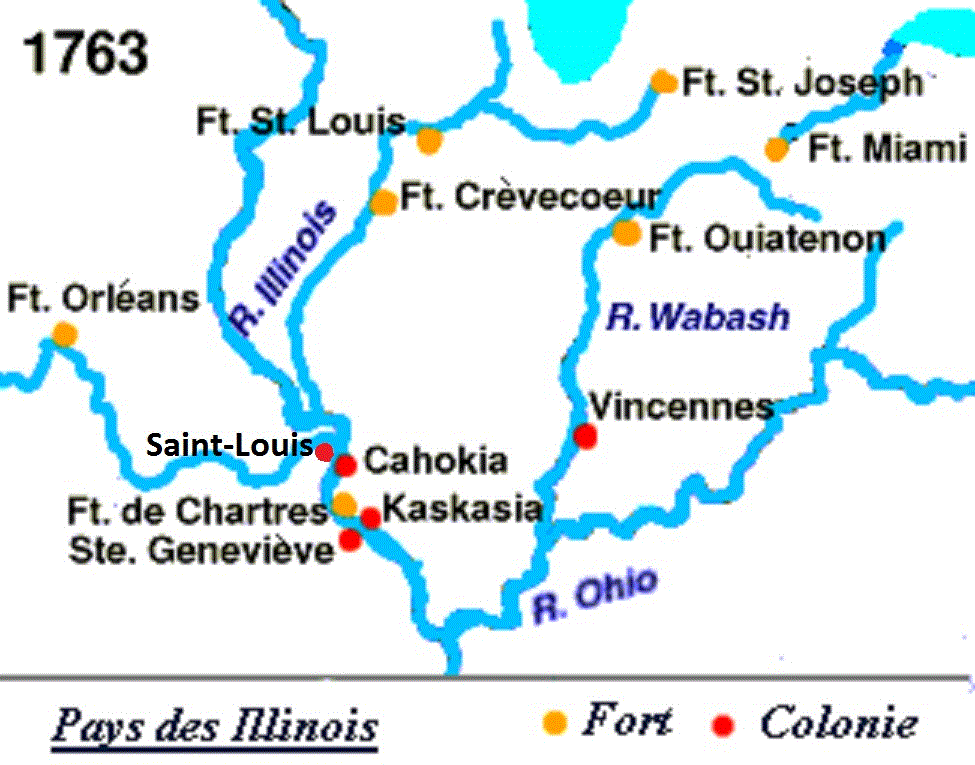
Site Cahokia- St. Louis.

À environ 13 km au Sud de Saint-Louis, Cahokia fut l'une des plus grandes cités amérindiennes d'Amérique du Nord dans le Sud-Ouest de l'État de l'Illinois, proche de l'actuelle ville de Saint-Louis, État voisin du Missouri. Elle comptait au XIIe siècle quelque 15 000 à 30 000 habitants. Le site des Cahokia Mounds, notamment le tumulus des Moines, représente le plus grand foyer de peuplement précolombien au nord du Mexique. Il a été occupé essentiellement pendant la culture mississippienne, période où il couvrait 1 600 hectares et comptait 120 tumulus et temples. Le site est classé au patrimoine mondial de l'humanité depuis 1982.

### Musées

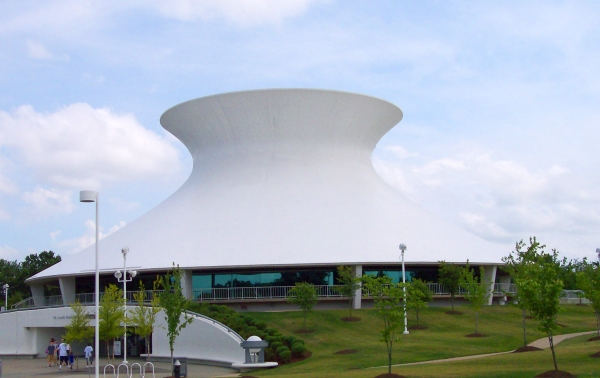
Le Planétarium James S. McDonnell est situé au Saint Louis Science Center dans le Forest Park.

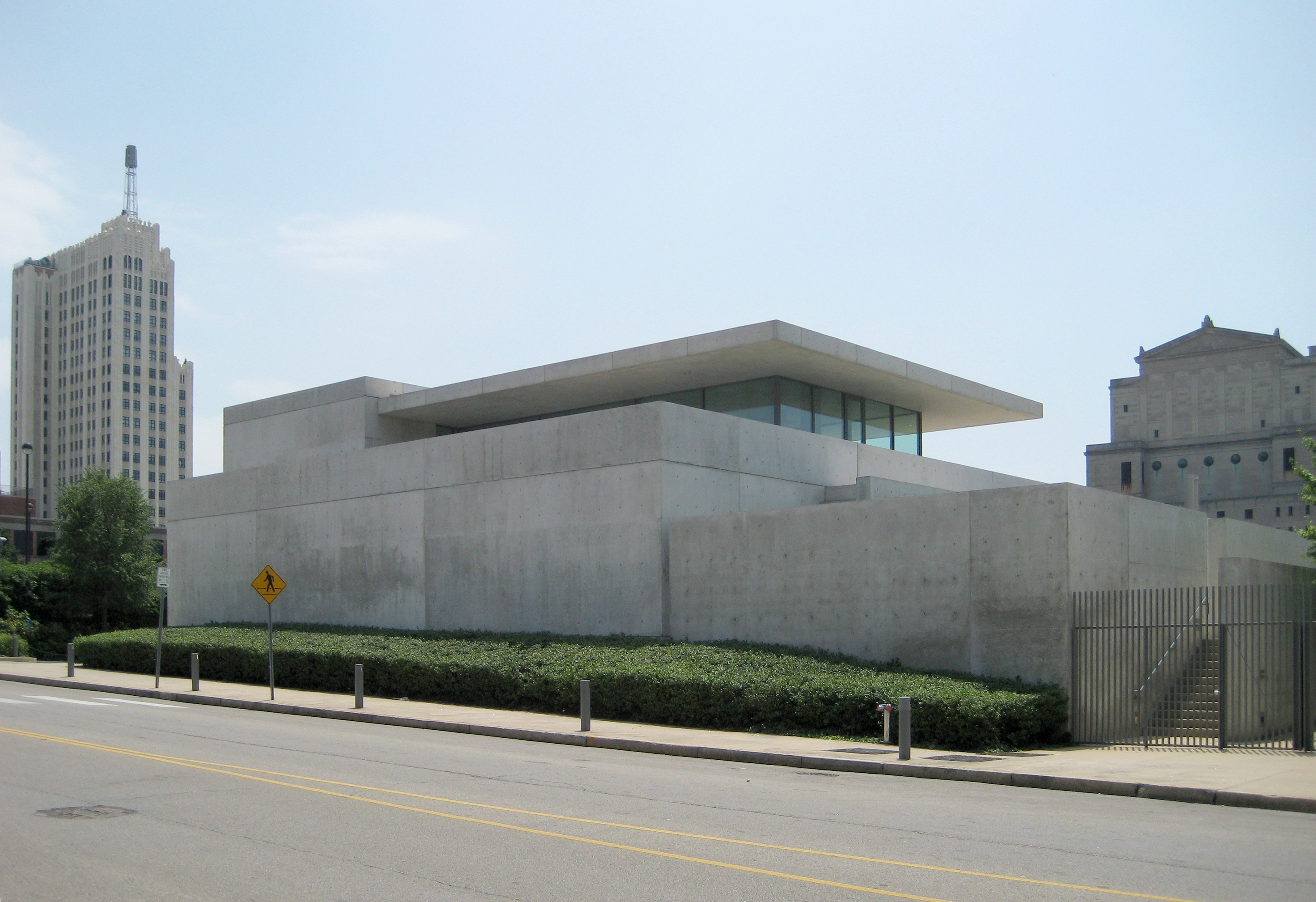
Bâtiment de la fondation Pulitzer. Le bâtiment à gauche en arrière-plan est le.

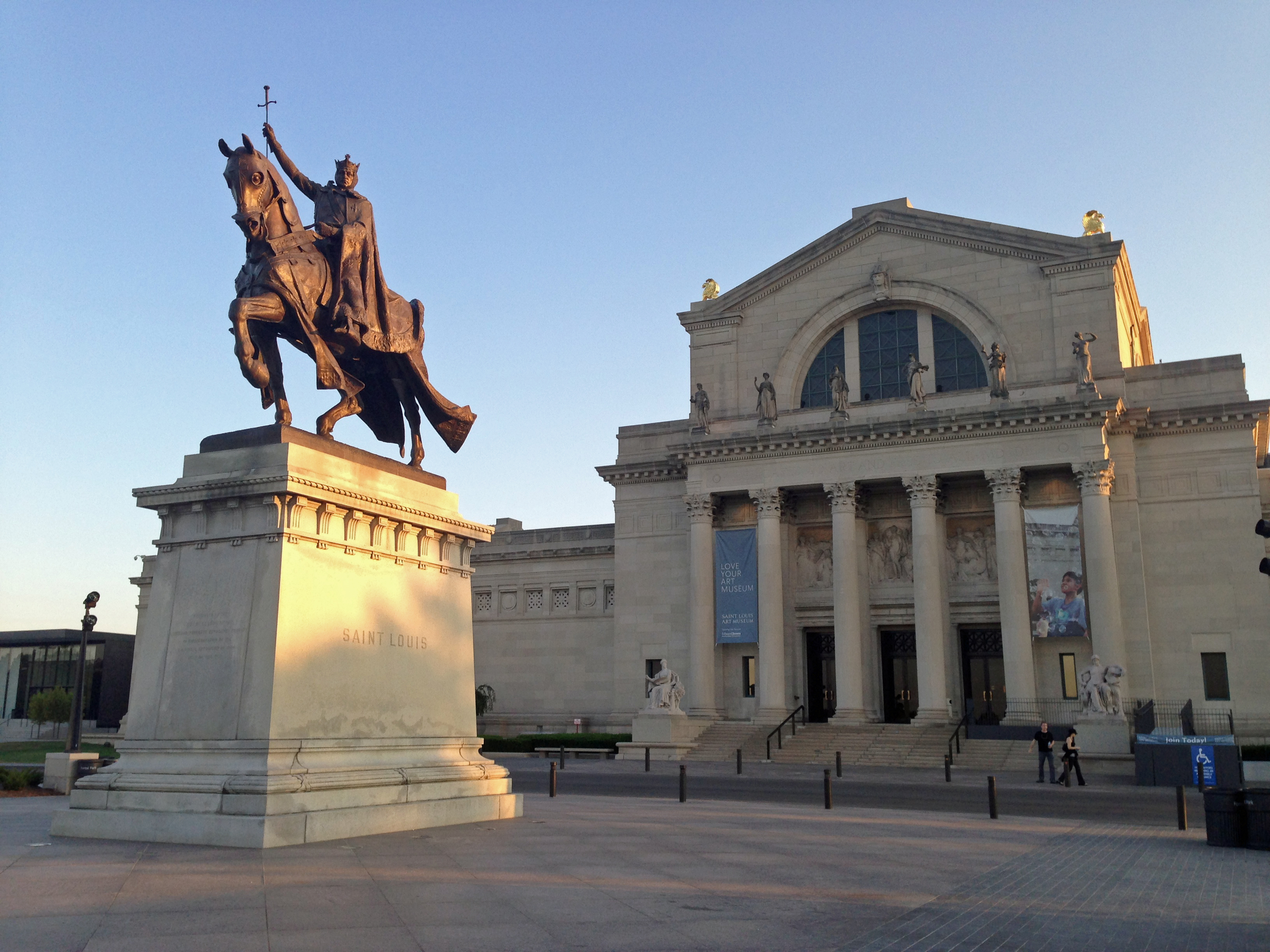
L'Apothéose de Saint-Louis devant la façade du Musée d'art.

- Le Planétarium James S. McDonnell est situé au Saint Louis Science Center dans le Forest Park de Saint-Louis. Le planétarium porte le nom de l'aviateur James Smith McDonnell qui a aidé au financement de sa construction via sa fondation, et a été inauguré en 1963[40]. Le bâtiment a été conçu par Gyo Obata du cabinet d'architecture HOK, il est très reconnaissable avec sa forme hyperboloïde. Il mesure 23 mètres de haut et un diamètre de 48,8 mètres[41].
- Old Courthouse : l'Old St. Louis County Courthouse, est un ancien palais de justice fédéral et d'État situé dans le centre-ville de Saint-Louis, est désormais transformé en musée. (rattaché au parc national de Gateway Arch).
- Missouri History Museum (en) : est un musée d'histoire situé à St. Louis, dans Forest Park présentant l'histoire du Missouri. Le musée est géré par le Missouri Historical Society et a été fondée en 1866. Les principales galeries du musée sont gratuites grâce à une subvention publique du Zoologique Metropolitan and District Museum.
- Pulitzer Foundation for the Arts : ouvre ses portes en octobre 2001 avec un bâtiment conçu par Tadao Andō, architecte japonais de renommée mondiale, lauréat du Prix Pritzker.
- City Museum (en) : est un musée de la maison des jeux. Ouvert en 1997, le musée a attiré plus de 700 000 visiteurs en 2010[42].
- Contemporary Art Museum St. Louis : Musée fondé en 1980 qui se déploie sur quatre lieux différents dans la ville.
- Musée d'Art de Saint-Louis : Collections importantes de peintures européennes, et une collection de gravures, dessins et photographies des plus remarquables.
- Museum of Westward Expansion, musée d'histoire situé sous la Gateway Arch.

#### Galerie

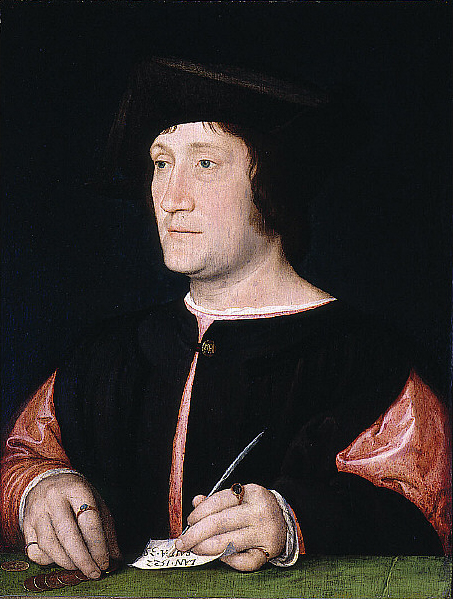
Jean Clouet, Portrait d'un banquier (1522).
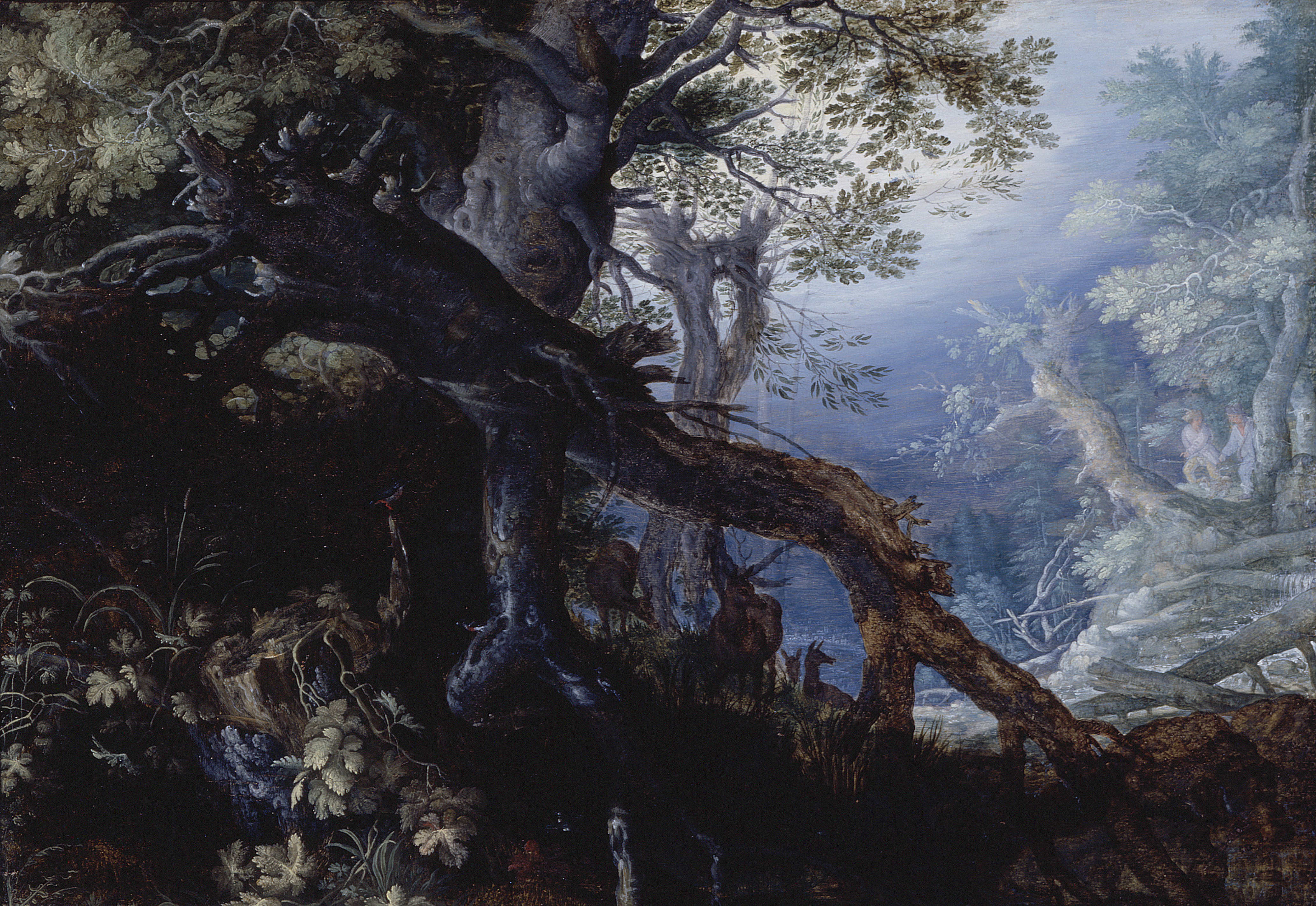
Roelandt Savery, Forêt et cerf (vers 1608-1610).
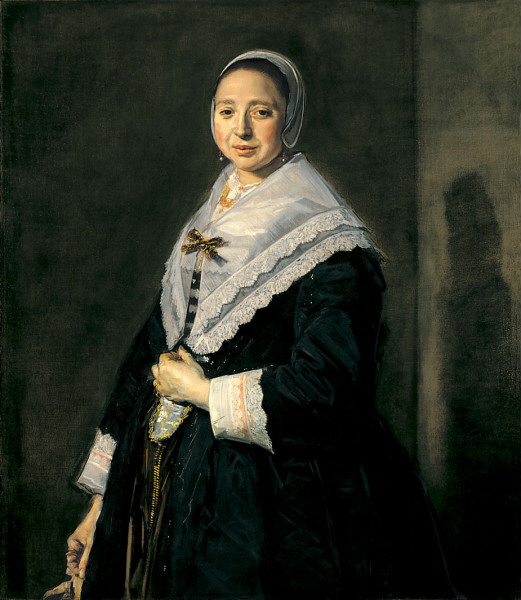
Frans Hals, Portrait de femme (vers 1650–1652).
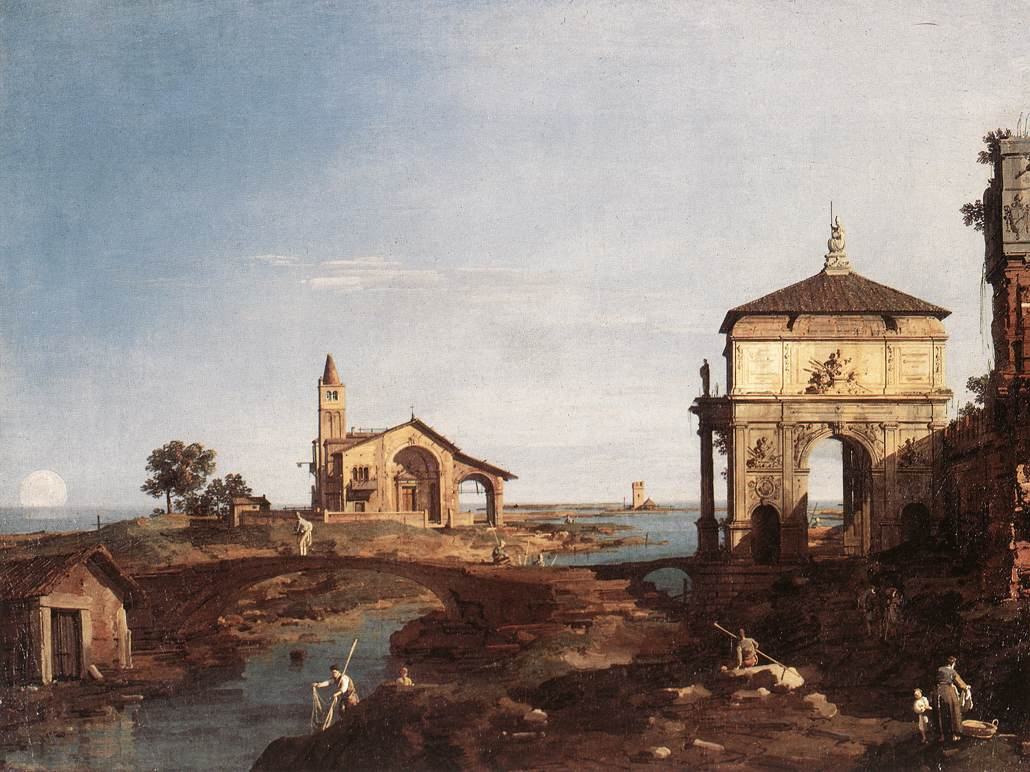
Canaletto, Capriccio aux motifs vénitiens (1740-45).
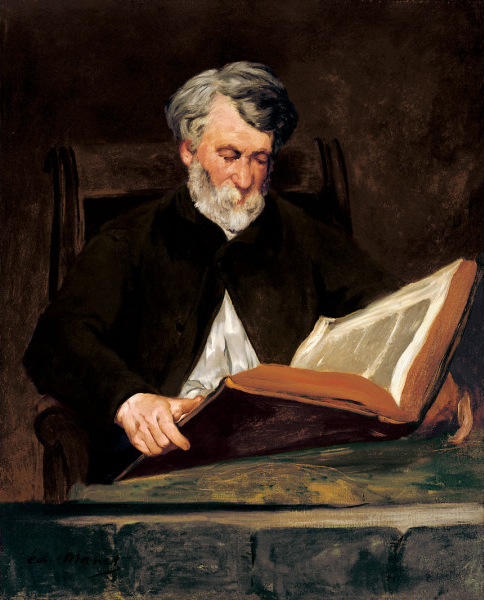
Édouard Manet, Le Lecteur (1861).
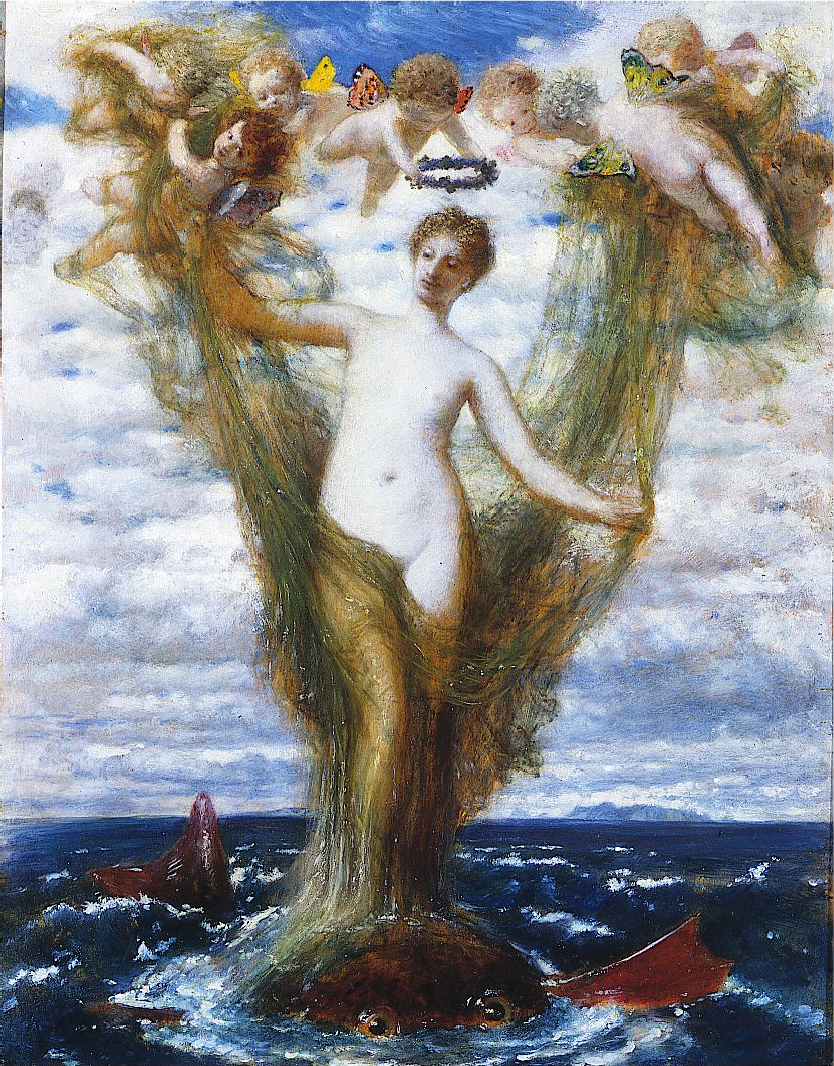
Arnold Böcklin, Venus Anadyomene (1872).
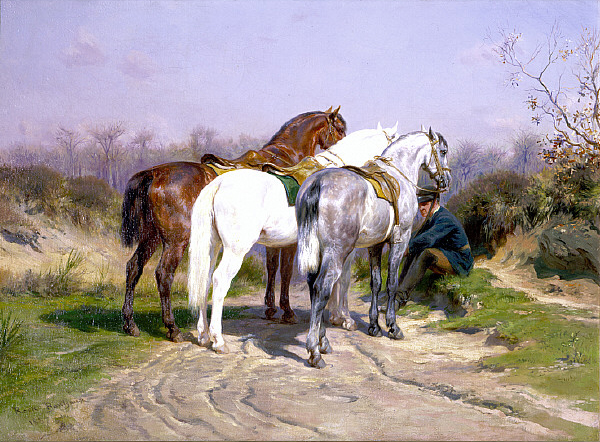
Rosa Bonheur, Relais de chasse (1887).
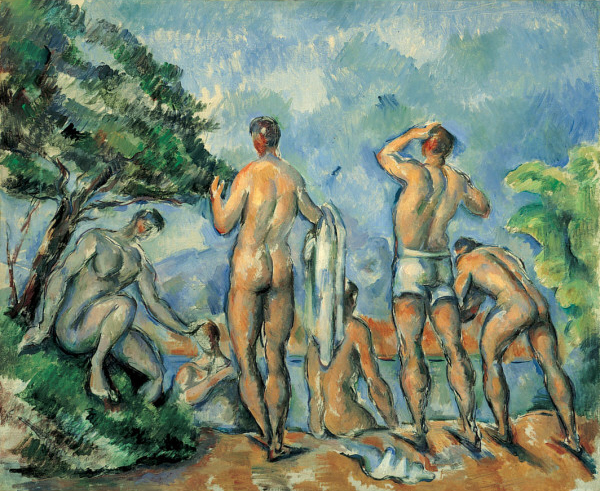
Paul Cézanne, Les Baigneurs (1890-1892).
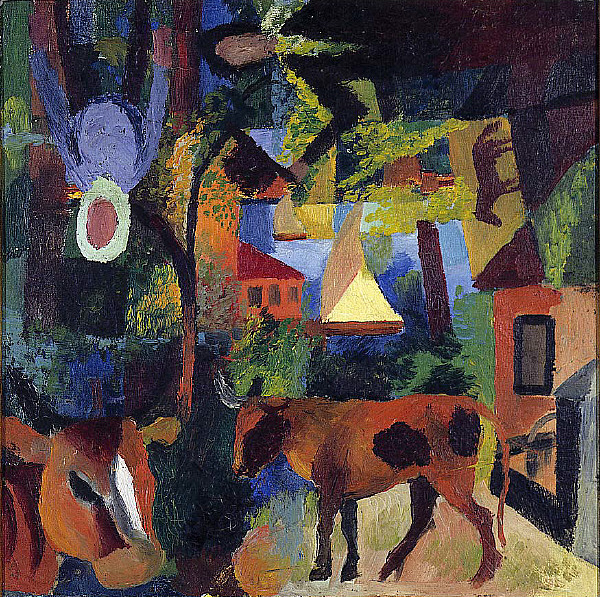
August Macke, Paysage, vaches, voile, bateau et figures (1914).
Amedeo Modigliani, Elvire à table (1919).

### Musiques

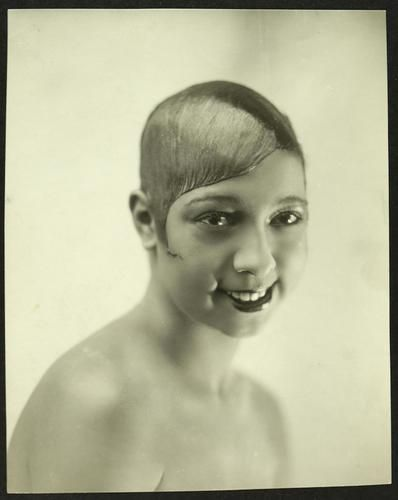
Joséphine Baker, photographiée dans les années 1920.

- Musée national du Blues (en), est un musée à St. Louis, il a ouvert en 2016, et est consacré à l'exploration de l'histoire et de l'impact du genre musical du blues[43].
- St. Louis Blues, est une chanson de blues, composée par William Christopher Handy. Elle est devenue un standard de jazz qui a été popularisé notamment par Louis Armstrong.
- Saint Louis blues, est un genre de blues qui repose généralement sur une utilisations plus fréquente du piano que les autres genres de blues.
- St. Louis Blues (en), album de Nat King Cole sorti en avril 1958.

À voir : Les clubs de blues de Saint-Louis.

#### Station musicale
La WSIE est la principale radio de jazz du Grand Saint-Louis. Sa programmation comprend également des émissions d'informations et étudiantes, ainsi que la diffusion des rencontres sportives des SIU Edwardsville Cougars (en), clubs sportifs de l'université de (Southern Illinois University Edwardsville (en)).

#### Musiciens

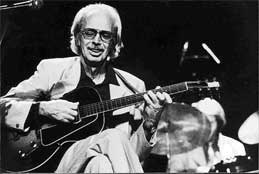
Jimmy Gourley, et sa fidèle Gibson ES-150.

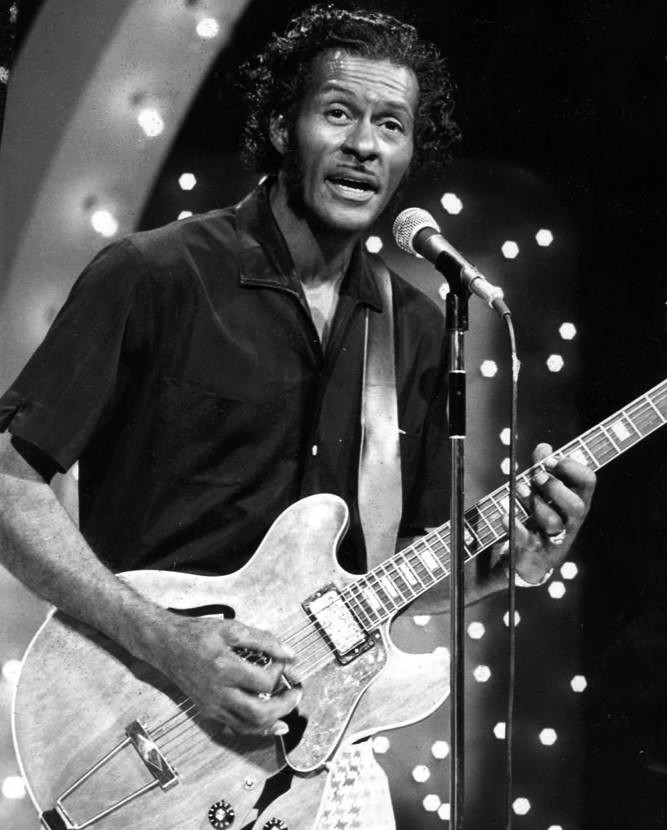
Chuck Berry à l'émission de télévision The Midnight Special, 1973.

Liste non exhaustive diverse, originaire de St. Louis :
- Joséphine Baker, chanteuse noire de jazz et de music-hall d'origine multiethnique à Broadway puis à Paris, meneuse de revue, actrice, devenue française en 1937, héroïne de la résistance française et soutien de l'émancipation des noirs et du mouvement américain des droits civiques ;
- Louis Chauvin, compositeur de ragtime ;
- Kevin Puts, compositeur ;
- Lucian P. Gibson, pianiste et compositeur ;
- Fontella Bass, chanteuse de jazz, de soul, de rhythm and blues ;
- Leo F. Forbstein, compositeur et directeur musical ;
- Olly Wilson, compositeur et pianiste ;
- Grace Bumbry, mezzo-soprano ;
- Charles Thompson (musicien), pianiste et compositeur de musique ragtime ;
- Tom McDermott, pianiste et compositeur ;
- Jimmy Gourley, guitariste, chanteur et compositeur de jazz ;
- Frank Wooster, pianiste et compositeur de musique ragtime ;
- So They Say, groupe de rock ;
- Ronald Stein, compositeur de musiques de films ;
- Ben Weber (compositeur), musique classique ;
- Lennie Niehaus, saxophoniste de jazz et compositeur de musique de films, représentant du jazz West Coast ;
- Chuck Berry, guitariste, chanteur et compositeur de Rock 'n' roll.

### Cinéma
La St. Louis Film Critics Association (SLFCA), ou St. Louis Gateaway Film Critics Association, est une association américaine de critiques de cinéma, basée à Saint-Louis et fondée en 2004. Elle remet chaque année les St. Louis Film Critics Association Awards (SLFCA Awards), qui récompensent les meilleurs films de l'année.
- Louis F. Gottschalk est un compositeur, chef d'orchestre et producteur de cinéma.

## Sports
| Club                     | Sport    | Ligue                                  | Stade                                                     |
| ------------------------ | -------- | -------------------------------------- | --------------------------------------------------------- |
| Cardinals de Saint-Louis | Baseball | MLB                                    | Busch Stadium                                             |
| Blues de Saint-Louis     | Hockey   | LNH                                    | Enterprise Center                                         |
| St. Louis City SC 2      | Football | MLS Next Pro                           | Hermann Stadium et Ralph Korte Stadium (Edwardsville, IL) |
| St. Louis City SC        | Football | Major League Soccer (à partir de 2023) | Centene Stadium                                           |

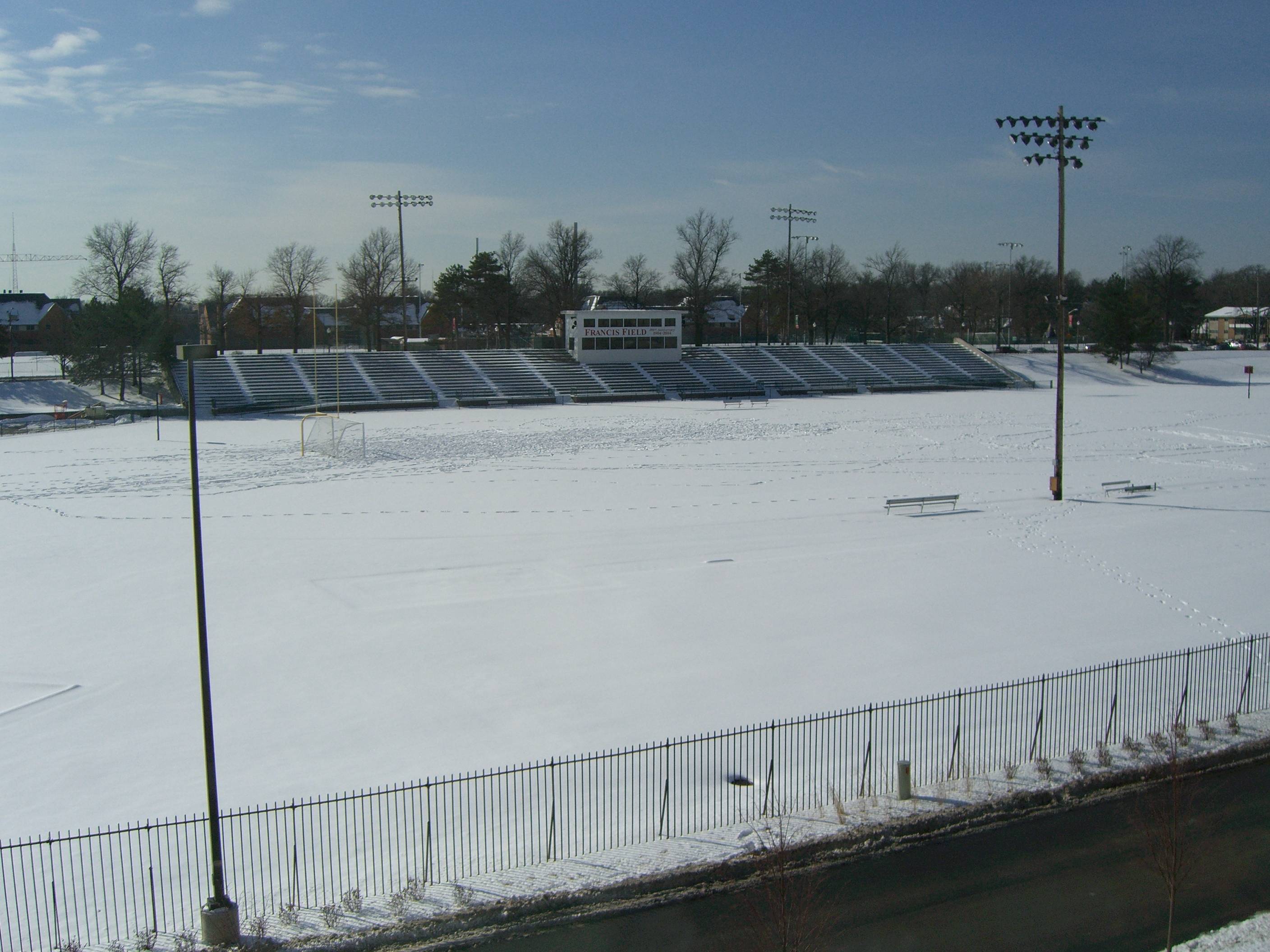
29 janvier 2009. Stade Francis Field à l'Université de Washington de Saint-Louis. Utilisé pour les Jeux olympiques d'été de 1904.

La ville accueillait autrefois une franchise de football américain : les Rams de Saint-Louis, et l'Athletica de Saint-Louis équipe franchisée de soccer féminin, dissoute en 2010.
- Classique hivernale de la LNH 2017 : la partie oppose les Blues de Saint-Louis et les Blackhawks de Chicago, le 2 janvier 2017.
- Le Francis Field est un stade situé au sein de l'Université Washington de Saint-Louis. D'une capacité de 4 000 places. Il est l'un des plus anciens équipements sportifs de la partie ouest du Mississippi encore en usage aujourd'hui.
- Le Kiel Auditorium était une salle omnisports située à Saint-Louis.
- Le St. Louis Arena était une salle omnisports située à Saint-Louis.
- Calendrier final de la coupe Stanley 2019. Les Bruins de Boston organiseront le premier match le lundi 27 mai contre les Blues de Saint-Louis[46].
- Victoire des St Louis Blues en Coupe Stanley. Saint-Louis a remporté pour la première fois de son histoire la Coupe Stanley, la finale de la Ligue nord-américaine de hockey sur glace (NHL), en battant Boston quatre victoires à trois, le mercredi 12 juin 2019[47],[48].

L'un des plus gros tournois d'échecs au monde se déroule à Saint-Louis chaque année depuis 2013 à cheval sur août et septembre, la Sinquefield Cup.

### Sites divers stades

« Stades »
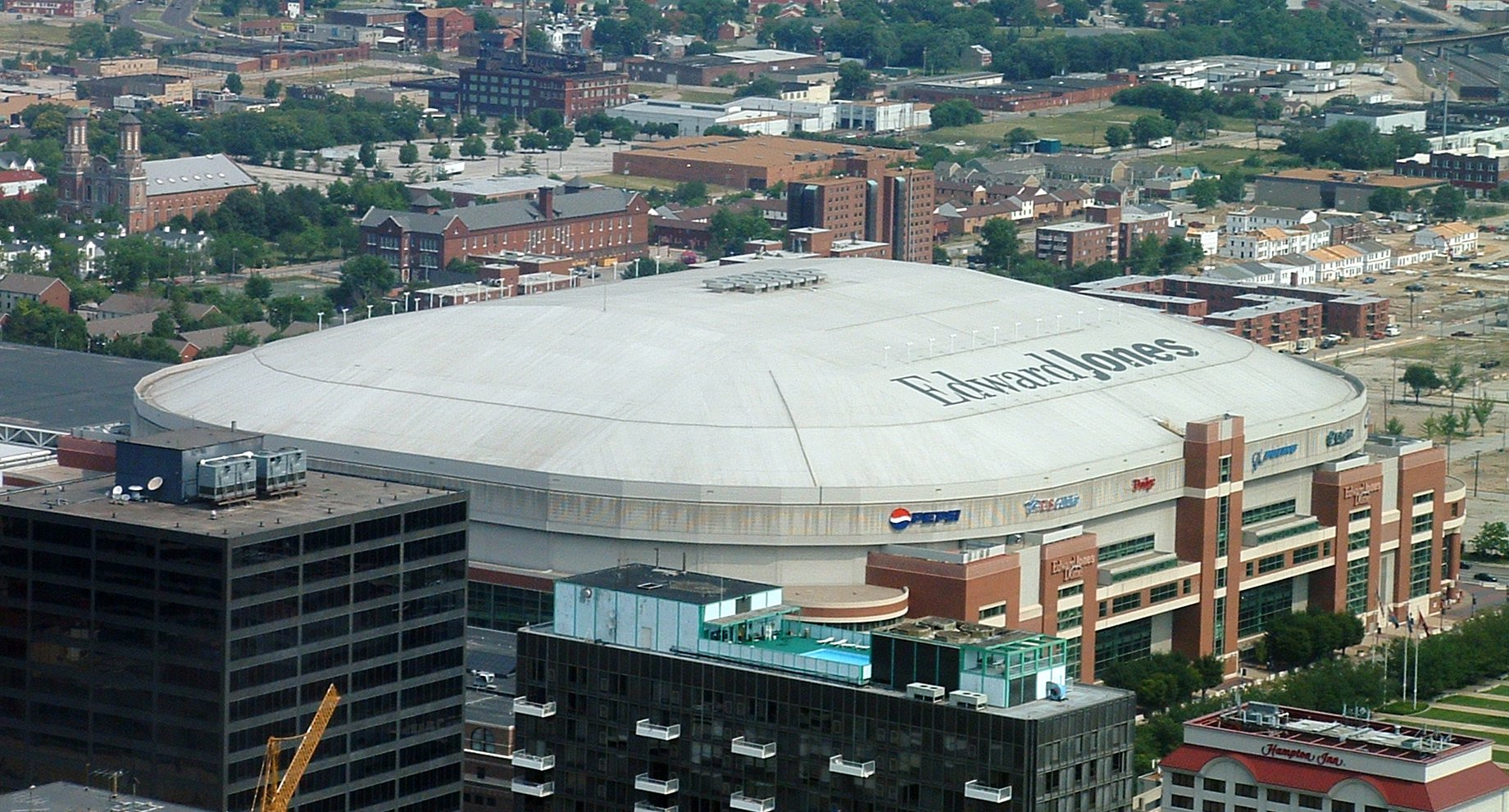
The Dome at America's Center de Saint-Louis, Missouri. (15 juin 2006).
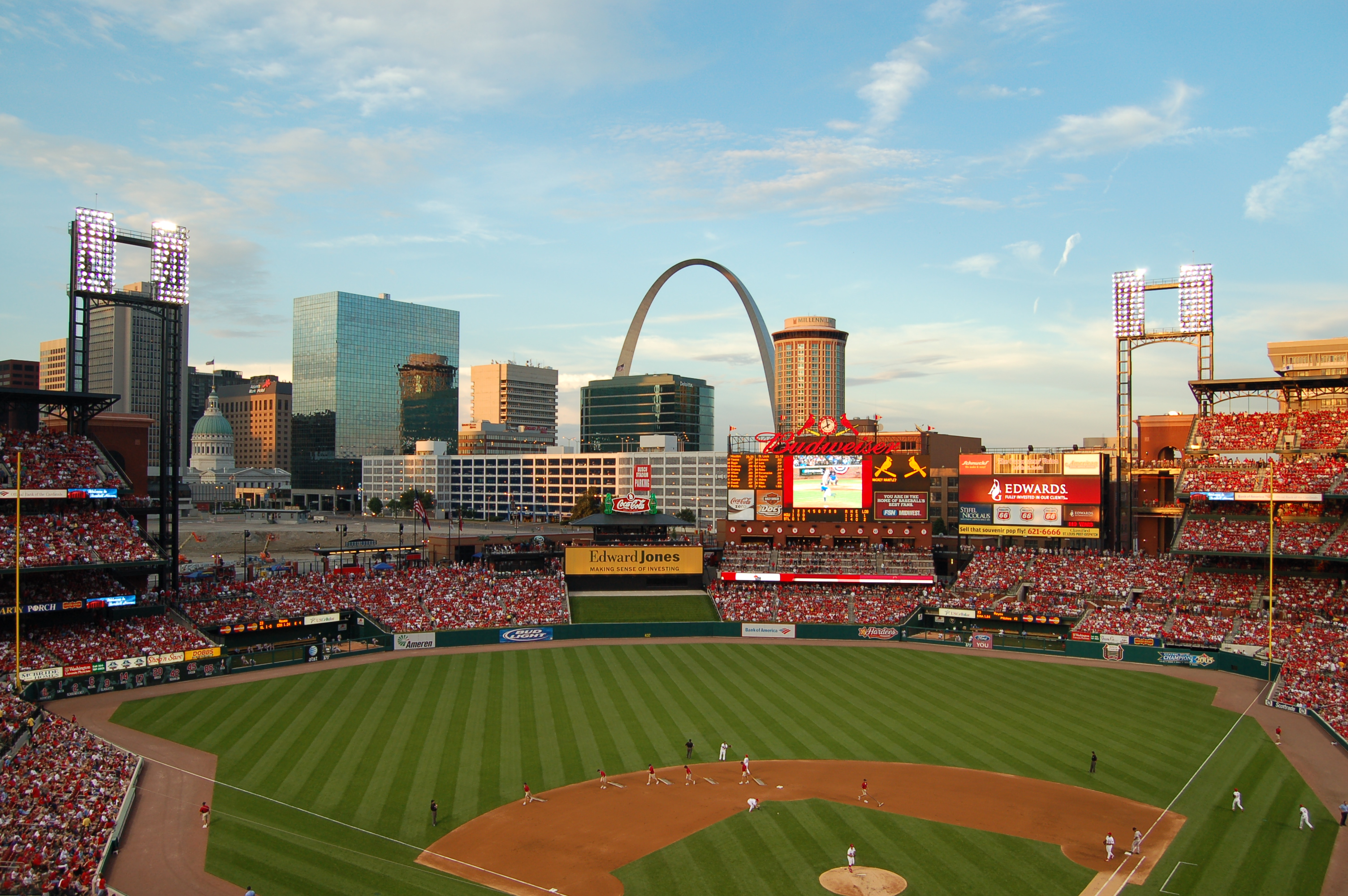
Vue de Busch Stadium, avec la Gateway Arch en arrière-plan. (30 mai 2006).
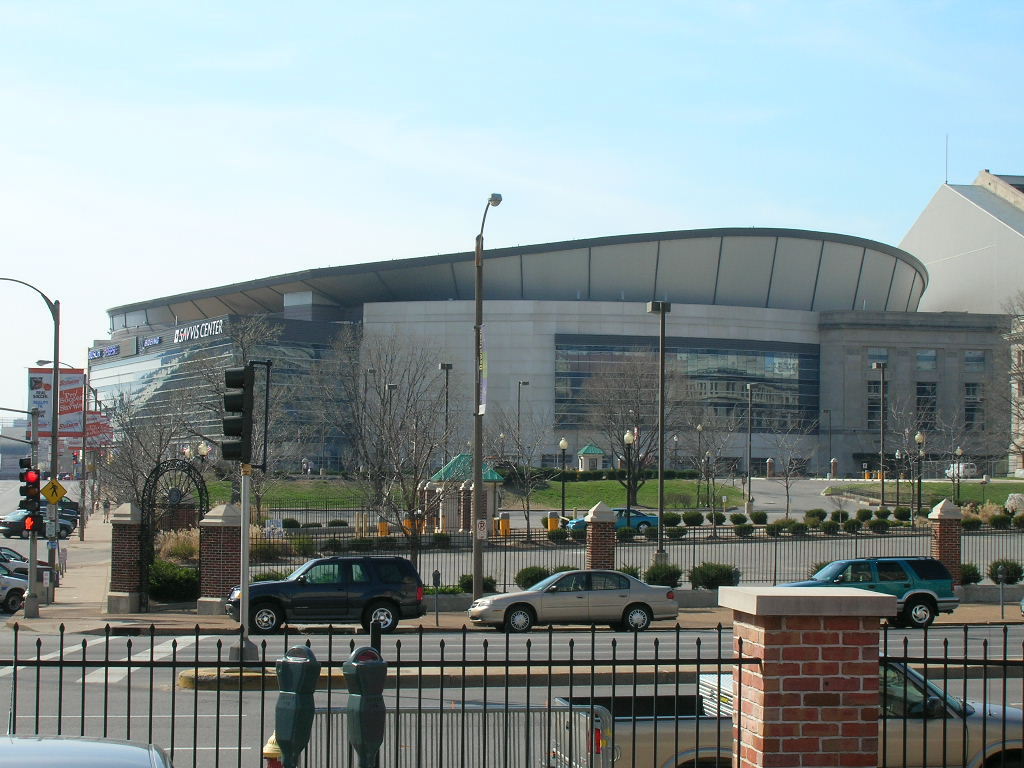
Enterprise Center, équipement : Hockey sur glace, Basket-ball. (3 avril 2005).

## Jumelage
- Lyon (France) depuis janvier 1976 (dû à la même configuration physique de ces deux villes, toutes deux situées à la confluence de deux grands fleuves)
- Stuttgart (Allemagne) depuis le 10 mars 1960
- Bologne (Italie) depuis 1987
- Donegal (Irlande) depuis 1977
- Galway (Irlande) depuis 1977
- Georgetown (Guyana) depuis le 14 août 1990
- Bogor (Indonésie) depuis mai 2004
- Brčko (Bosnie-Herzégovine) depuis 2008
- Nankin (Chine) depuis 1979 (premier jumelage entre une ville américaine et une ville de la république populaire de Chine)
- Saint-Louis (Sénégal) depuis 1994
- Samara (Russie) depuis 1992 (jumelé avec la comté de Saint-Louis)
- San Luis Potosí (Mexique)
- Suwa (Japon) depuis 1974
- Szczecin (Pologne) depuis octobre 1992
- Wuhan (Chine)

## Dans la culture populaire
La série télévisée Superstore se déroule à Saint-Louis.
La bande dessinée en ligne et le court métrage Lackadaisy se déroule a Saint-Louis en 1927.